# Wushu
Wushu (chiń. upr. 武术; chiń. trad. 武術; pinyin wǔshù wymowaⓘ) – chińskie sztuki walki.

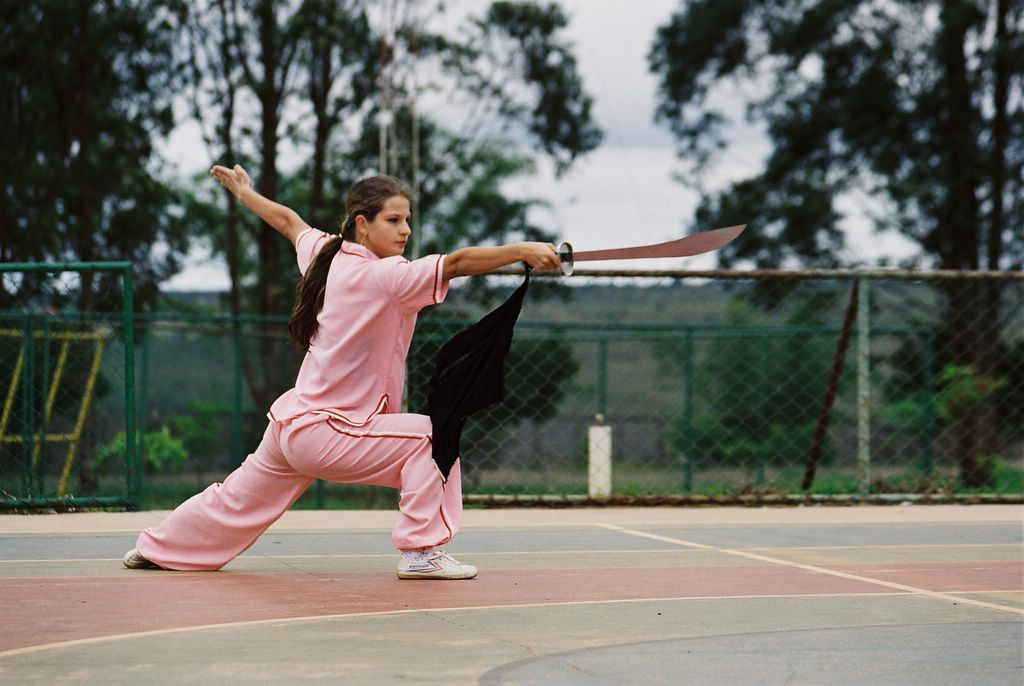
Fragment ćwiczeń formalnych z szablą dao w pozycji Łuku i Strzały

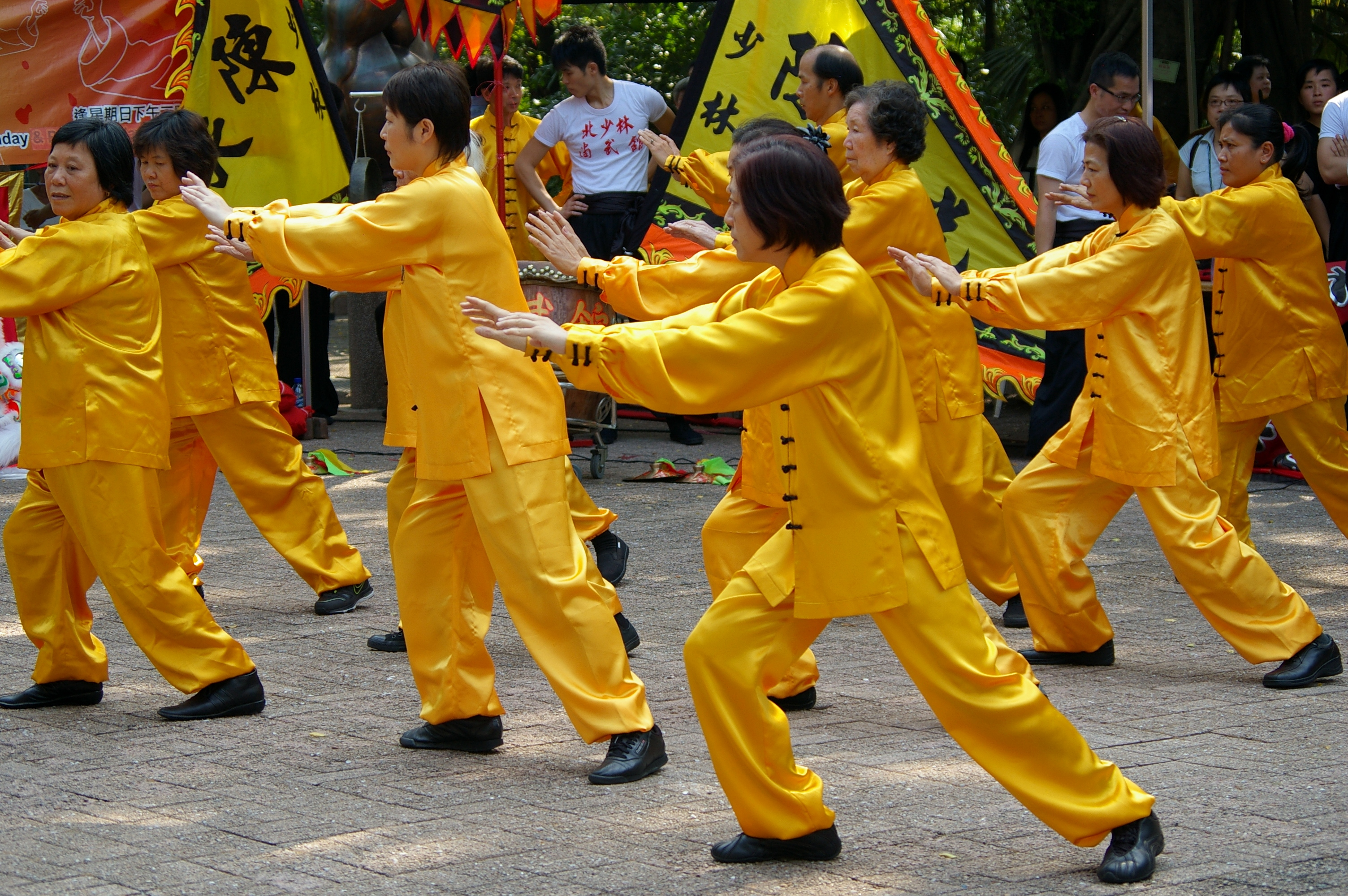
Fragment ćwiczeń formalnych taiji w ramach pokazów w Koulun w Hongkongu

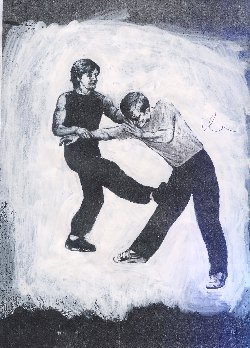
Typowa aplikacja praktyczna: po przechwyceniu ciosu wyprowadzonego przez przeciwnika i blokadzie kilku jego stawów, ten ma nikłe pole manewru

Chińskie sztuki walki charakteryzują się niezwykłym bogactwem technik walki bronią białą oraz bez broni, za pomocą zadawania ciosów, kopnięć, dźwigni, rzutów i podcięć. Bogactwo to ujawnia się w istnieniu licznych stylów walki o odmiennych preferencjach co do dystansu walki, taktyki, zasad obrony przed napastnikiem w obliczu tego samego rodzaju ataku, sposobu wykonywania poszczególnych ruchów składających się na wykonanie tej samej techniki itd.
Chińskie sztuki walki wyróżniają się też, na tle innych sztuk walki, bogactwem form: przemyślanych ćwiczeń formalnych, polegających na demonstracyjnym wykonywaniu ruchów imitujących uderzenia, kopnięcia i inne techniki walki w określonej kolejności, z dużą siłą, dynamiką i szybkością. Istnieją formy przeznaczone dla początkujących, jak i zaawansowanych, do wykonywania samodzielnie, jak też z partnerem, do wykonywania przy udziale wyłącznie technik ręcznych i nożnych, jak i do wykonywania z udziałem broni białej. Formy są istotnym elementem treningu i chociaż wykonywane są w nieco teatralnych pozycjach ciała, jakie nie mają zastosowania w prawdziwej walce, zapewniają dobry trening kondycyjny, aktywizując praktycznie każdą grupę mięśni, jak też są nośnikiem wiedzy: uczą zasad właściwego użycia ruchu ciała, taktyki i strategii walki w określonej sytuacji, wyrabiają też nawyki wyprowadzania jednej techniki po drugiej we właściwym porządku. Z uwagi na swą spektakularną widowiskowość, wykonywanie form jest też chętnie oglądane przez laików, którzy nierzadko chińskie sztuki walki identyfikują wyłącznie z takimi ćwiczeniami. Stąd też współcześnie tworzy się specjalne, pokazowe wersje takich ćwiczeń, w których techniki walki ustępują akrobacjom i wyczynom gimnastycznym. Następnie takie prezentacje stają się częścią pokazów promujących kulturę Chin, pokazów organizowanych komercyjnie dla turystów bądź w ramach spektakli teatralnych, jak też tworzy się z nich choreografię walki wręcz na planie filmowym.
Określenie czasu powstania chińskich sztuk walki nie jest możliwe, co najwyżej można datować najstarsze znane obecnie wzmianki na ich temat, a te znajdują się już w najstarszych źródłach historycznych. Od samego początku rozwijały się dla potrzeb wojskowych, były elementem szkolenia i egzaminowania żołnierzy i nie miały nic wspólnego ze sportem czy pokazami akrobatycznymi, jak to ma miejsce współcześnie.
Dziś nie ma już wątpliwości, że to z nich wywodzą się np. japońskie sztuki walki. Samo słowo karate oznaczało w języku japońskim „chińską rękę” i pisano je (jap. 唐手). Dopiero współcześnie rozpowszechniono (wykorzystując zbieżność fonetyczną) tę samą nazwę, ale w innej pisowni (jap. 空手), oznaczającą nie „chińską”, lecz „pustą” rękę, tj. interpretując wyrażenie karate nie jako chińską sztukę walki, lecz jako umiejętność walki wręcz bez broni.
Dla współczesnego ukształtowania się chińskich sztuk walki przełomowym momentem był krótki okres Republiki Chińskiej w pierwszej połowie XX wieku. Były wówczas szeroko propagowane wśród całego społeczeństwa jako nośnik kultury fizycznej i wartości narodowych oraz nauczane publicznie w licznych szkołach dostępnych dla każdego chętnego. W tym czasie również podjęto pierwsze próby rzetelnego zbadania ich historii. Paradoksalnie jednak, zamiast rzetelnie opracowanych faktów, szeroko upowszechniły się stereotypy i banalne mity (m.in. o utworzeniu chińskich sztuk walki przez mnichów buddyjskich, przy udziale indyjskiego mnicha Bodhidharmy), jakie po dziś dzień są przytaczane zarówno w podręcznikach sztuk walki, jak i w literaturze naukowej.
Wraz z utworzeniem maoistycznej Chińskiej Republiki Ludowej (ChRL), miała miejsce znaczna emigracja z Chin do krajów kultury zachodniej. Tą drogą chińskie sztuki walki stały się swobodnie dostępne na zachodzie, gdzie pod hasłem „kung-fu” spotkały się nie tylko z popularnością, ale stały się wręcz rozpoznawalną powszechnie ikoną popkultury. Ważną rolę w popularyzacji chińskich sztuk walki na zachodzie odegrała w drugiej połowie XX wieku społeczność Hongkongu, który to region wówczas pozostawał pod panowaniem zachodu. Prowadzono tam wiele publicznych szkół chińskich sztuk walki, dostępnych dla każdego zainteresowanego, zaś niskobudżetowe produkcje filmowe, jakie powstały w Hongkongu na temat chińskich sztuk walki, spotykały się z rosnącym zainteresowaniem zachodnich odbiorców. Do najpopularniejszych stylów chińskich sztuk walki, także w Polsce, można zaliczyć m.in. Choy Lee Fut (cailifoquan), Wing Chun, Hung Gar. oraz, przede wszystkim, Tai Chi (Tai Ji, Taiji lub Taijiquan).
Natomiast w ChRL kultura sztuk walki została początkowo poddana represjom, aby pod koniec lat 50. XX wieku ponownie powrócić do sfery publicznej, lecz za cenę wykluczenia z niej aspektu bojowego. Sztuki walki odtąd nauczano jako promocji zdrowia i sprawności fizycznej z elementami technik samoobrony, jako elementy wychowania fizycznego w szkolnictwie, oraz jako sport w postaci gimnastyki pokazowej. Odstąpiono od wspierania rozwoju niezależnych stylów walki na rzecz jednej, powszechnej wiedzy na ten temat, rozwijanej przez ośrodki akademickie i charakteryzującej się jednolitym, wystandaryzowanym programem treningowym. Jedyny wyjątek poczyniono dla stylu Taiji, który wyróżniono odrębnie, aczkolwiek nie ominęła go procedura uproszczenia i standaryzacji. Tym razem jednak zabieg ten, połączony z promocją praktykowania tego stylu jako gimnastyki relaksacyjnej, przerósł chyba najśmielsze oczekiwania. Jako gimnastyka relaksacyjna Taiji cieszy się obecnie niezmiernie dużą popularnością na całym świecie i udowodniono naukowo, że uprawianie tych ćwiczeń istotnie może dawać pewne niewielkie korzyści zdrowotne.
Co więcej, w niektórych badaniach wykazano empirycznie, że zorganizowane i regularne praktykowanie Taiji przez osoby w starszym wieku (zarówno cieszące się dobrym zdrowiem, jak i ujawniające łagodne zaburzenia poznawcze) wiąże się z niewielkim wzrostem sprawności funkcji poznawczych, w tym pamięci. Nie należy jednak sądzić, że efekt ten jest specyficzny dla Taiji, jako że z wielu innych badań wiadomo, że jakakolwiek zorganizowana i regularna aktywność fizyczna u osób starszych pozytywnie wpływa na aktywność mózgu i funkcje poznawcze, w tym przyczynia się do większej aktywności BDNF – czynnika wzrostu neuronów sprzyjającego synaptogenezie i neurogenezie.
Obecnie w Chinach, dzięki polityce „otwartych drzwi” i „rewitalizacji” zainicjowanej w latach 80. XX wieku, sztuki walki mogą być rozwijane znacznie swobodniej. Położono duży nacisk na aspekt sportowy, powraca się też do tradycji bojowych, czego efektem jest dołączenie do konkurencji pokazowych również walk pełnokontaktowych sanda, przypominających kick-boxing czy MMA. Tak rozumiane sportowe wushu jest teraz szeroko promowane z punktu widzenia dziedzictwa narodowego, kultury i turystyki, zarówno w Chinach, jak i w krajach zachodnich. Zdaniem dziennikarzy The Wall Street Journal, z początkiem XXI wieku nowoczesne wushu w Chinach trenowało 60 milionów osób.

## Nazewnictwo

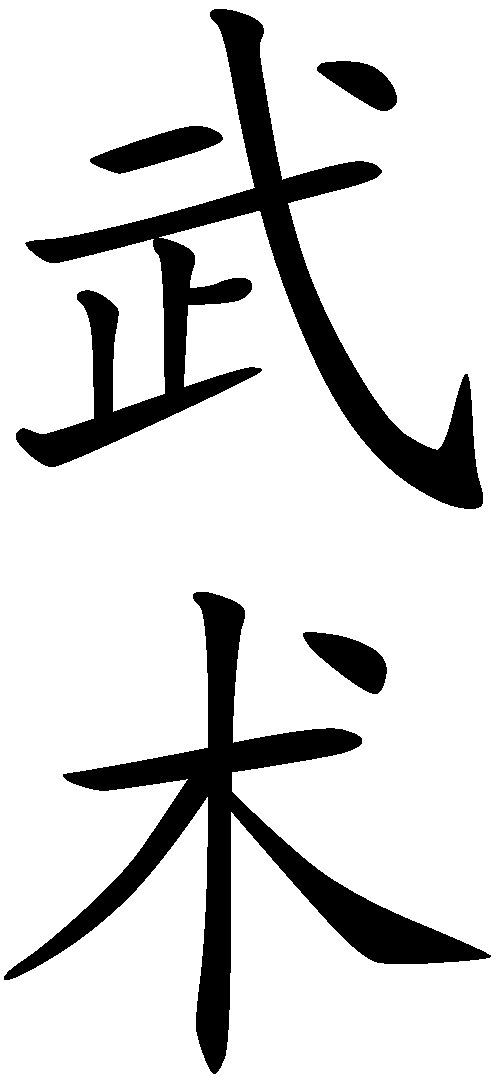
Wushu zapisane chińskim pismem uproszczonym

### Wushu: współczesne, zachodnie rozumienie sztuk walki
Określenie wushu (武术) oznacza sztuki walki w ogóle, dopiero Zhongguo wushu (chiń. 中国武术) oznacza „chińskie sztuki walki”. Jednak z uwagi na to, że Chiny posiadają bardzo długą historię rozwoju własnych sztuk walki, stanowiących właściwie dziedzictwo kulturowe tego kraju, na Zachodzie samo określenie wushu jest jednoznacznie utożsamiane z ogółem chińskich sztuk walki.
W Chinach długo nie istniało pojęcie „sztuk walki” w takim znaczeniu, w jakim używamy tego określenia współcześnie w kulturze zachodniej: jako ćwiczeń gimnastycznych, rekreacyjnych, uprawianych w wolnym czasie dla rozrywki; ćwiczeń zawierających elementy technik samoobrony i rywalizacji sportowej, ale z odwołaniem do kształtowania rozwoju osobistego, zachowań prozdrowotnych, do pewnych treści etycznych i filozoficznych. Dopiero za sprawą wpływu myślenia typowego dla kultury zachodniej, tak rozumiane pojęcie „sztuk walki” pojawiło się w Chinach na początku XX wieku. Pojęciem określającym takie zachodnie rozumienie „sztuk walki” jest właśnie wushu.

### Wuyi: historyczne rozumienie chińskich sztuk walki
Natomiast sztuki walki tak, jak je tradycyjnie w Chinach rozumiano, były po prostu taktyką wojskową, „sztuką wojenną”, sztuką wykonywania czynności bojowych żołnierza, umiejętnością posługiwania się ciosami, kopnięciami, rozmaitą bronią białą, jak i różnego rodzaju machinami wojennymi na polu bitwy. W tym sensie, od czasów dynastii Song po czasy współczesne, stosowano określenie wuyi (武藝).

### Wushu i wuyi: różnice lingwistyczne
Różnice formalne między wyrażeniami wuyi a wushu są niewielkie. Oba są zbudowane z dwóch ideogramów. Pierwszy ideogram w obu tych wyrażeniach jest identyczny, natomiast drugi ideogram jest tym, który różnicuje te wyrażenia: wu + yi oraz wu + shu. Pierwszy, wspólny obu wyrażeniom, ideogram wu (武), jest tym, który odnosi te wyrażenia do „walki”. Drugie ideogramy w tych wyrażeniach wskazują zaś, że chodzi o umiejętności w zakresie wu. Ideogram wu (武) jest tworzony przez dwa znaki: „zatrzymać (止) i „włócznia” (戈), co oznacza dosłownie „zatrzymywanie włóczni”, aczkolwiek sensem tego wyrażenia jest po prostu „powstrzymywanie przemocy”. Takie znaczenie zbitki tych dwóch znaków zawiera już najstarszy chiński rocznik: Kronika Wiosen i Jesieni. Niemniej jednak w praktyce ideogram wu odnosi się do spraw wojennych, wojskowych, bojowych. Warto podkreślić, że ideogram ten nie odnosi się do sportu czy rekreacji. Jako przymiotnik jest odpowiednikiem polskiego słowa „militarny”. Natomiast te ideogramy, które różnią się w obu wyrażeniach, można rozumieć jako znaki oznaczające „zdolności”, „umiejętności”, „talenty”, przy czym zdolności yi (藝) są zdolnościami wzniosłymi, są sztuką, podczas gdy zdolności shu (術 lub w upr. 术) są zdolnościami przyziemnymi, technikami, metodami. Dlatego też niektórzy polscy oraz anglojęzyczni autorzy przekładają termin wushu właśnie jako „techniki walki”, a nie „sztuki walki”.

### Kung-fu: pojęcie popularne w zachodniej popkulturze

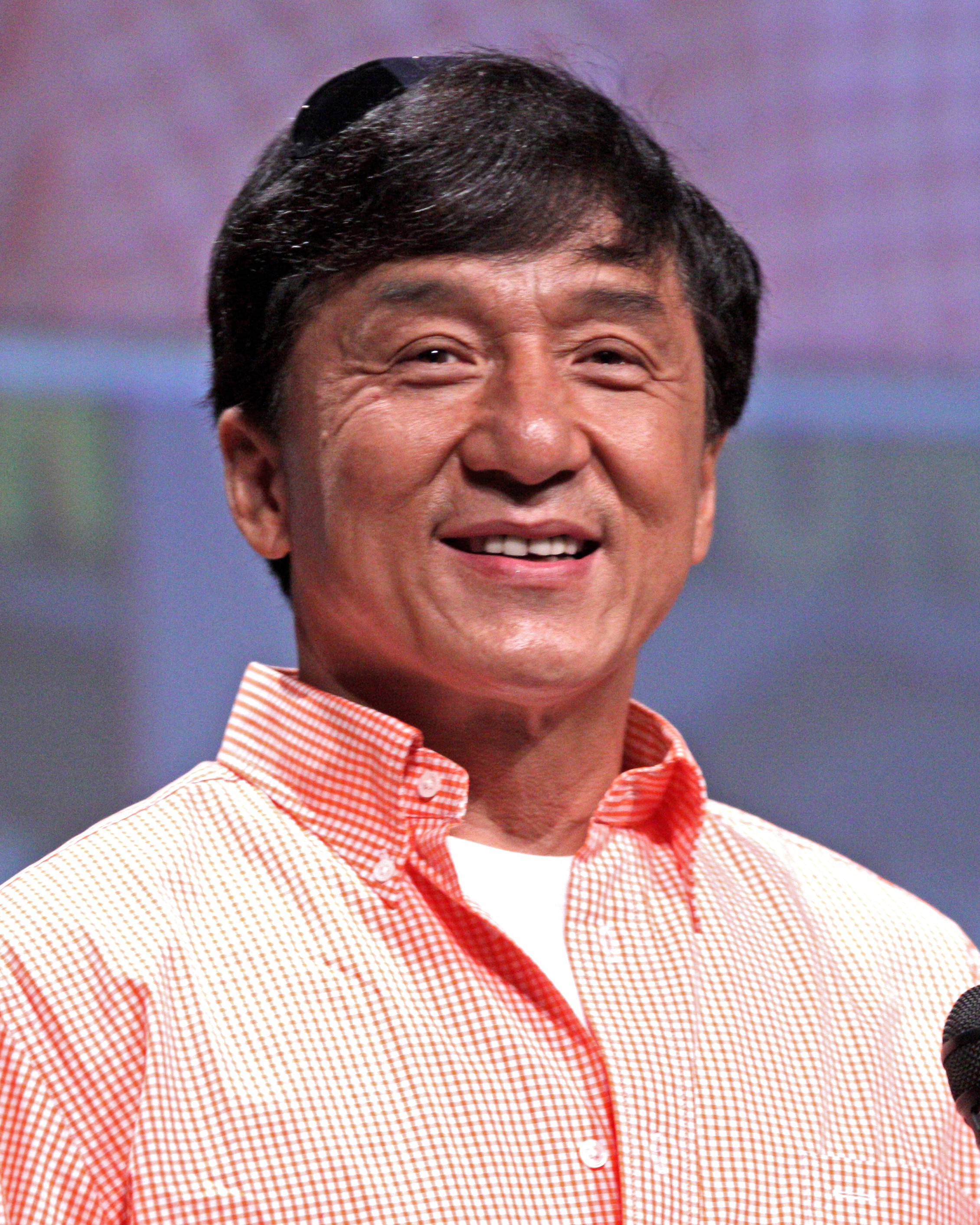
Jackie Chan, popularny aktor filmów akcji i komedii prezentujących rozbudowane choreografie walki wręcz oparte na ćwiczeniach formalnych chińskich sztuk walki (tzw. filmy kung-fu)

Wyrażenie 功夫 zapisuje się w transkrypcji Wade-Gilesa jako kung-fu, zaś w transkrypcji pinyin jako gōngfū. Prawdopodobnie słowo kung-fu w zlatynizowanej formie po raz pierwszy pojawiło się na Zachodzie w XVIII wieku, użyte przez francuskiego jezuitę, który tym słowem opisał chińską gimnastykę. Wyrażenie to określa jakąkolwiek sztukę walki uprawianą przez wystarczająco utalentowanego adepta, czy też po prostu dobrze uprawianą sztukę walki. W dosłownym przekładzie jednak w ogóle nie odnosi się do sztuk walki: pierwszy ideogram kung czy też gōng (功) oznacza „sukces”, „osiągnięcie”, „zaletę”, „wyróżnienie”, „dobry wynik”, zaś drugi ideogram fū (夫) oznacza „człowiek”, „mężczyzna”, „mąż”. Zatem dosłowne znaczenie tego wyrażenia oznacza uzyskanie wysokiej umiejętności w dowolnej dziedzinie.
Mimo istnienia dziś oficjalnego systemu transkrypcji języka chińskiego na alfabet łaciński (pinyin), formalnie przyjętego przez władze ChRL i promowanego na Zachodzie, wciąż stosuje się niezgodny z tym systemem zapis kung-fu, ponieważ zapis ten stał się dobrze rozpoznawalny i jest identyfikowany nawet przez takich ludzi, którzy o języku, kulturze i historii Chin nic nie wiedzą. Termin ten stał się wręcz ikoną popkultury, głównie za sprawą popularności filmów zawierających długie i widowiskowe choreografie walki wręcz, opowiadających o losach bohaterów będących biegłymi adeptami chińskich sztuk walki. Szczególną rolę w tym względzie odegrały w drugiej połowie XX wieku niskobudżetowe produkcje filmowe z Hongkongu, adresowane początkowo do lokalnego widza. Wraz ze wzrostem zainteresowania widzów zachodnich takimi filmami, pojawiły się też produkcje wysokobudżetowe, z poważnym scenariuszem i ambitnymi scenami kaskaderskimi. Powszechnie rozpoznawalnym aktorem, który wypromował w zachodniej kinematografii chińskie sztuki walki, był Bruce Lee, zaś inni aktorzy, tacy jak Jackie Chan, czy Jet Li wciąż podtrzymują niesłabnącą popularność tego nurtu filmów akcji.
Z drugiej strony, emigranci, którzy opuścili Chiny w związku z powstaniem komunistycznej ChRL, a następnie w krajach zachodnich otwierali szkoły walki, oraz ich obecni spadkobiercy, wciąż odwołują się do hasła kung-fu i to nie tylko z przyczyn marketingowych. Od lat 80. XX wieku ChRL, która wówczas znacząco zmieniła swą politykę, promuje jednolity, państwowy system sportowych sztuk walki jako wushu. W krajach zachodnich pojawili się licencjonowani instruktorzy, otwierane są szkoły wushu bądź Shaolin, tworzona jest kadra zawodników. Wiele osób przeciwstawia tej dyscyplinie sportowej termin kung-fu jako wskazujący na tradycyjne chińskie sztuki walki, nie związane z ideologią ChRL i związane z technikami samoobrony, a nie rozgrywki sportowej. W efekcie określenia klub/szkoła kung-fu oraz klub/szkoła wushu, na jakie można natrafić się w ogłoszeniach reklamowych, niekoniecznie muszą być synonimami.

### Inne określenia chińskich sztuk walki
Chińskie sztuki walki były (i nadal są) nazywane także inaczej:
- wu kung (pinyin: wǔgōng, 武功) – perfekcyjność w sztuce walki[26],
- kuoshu (pinyin: guoshu, 國術) – sztuki narodowe[26],
- chuan shu i chuan fa (pinyin: quanshu, 拳術; quanfa 拳法) – technika i metoda pięści[26],
- chung-ko chuan bądź chung kuo chuan – chińska sztuka pięści[27],
- kun tao (język hokkien) – „rozumne” użycie pięści[26],
- lèi tái (擂臺) – nazwa tradycyjnej platformy a współcześnie areny, na której rozgrywa się walki sparingowe; pojęciem tym na Tajwanie określano chińskie sztuki walki uprawiane sportowo[26],
- termin wushu odczytany zgodnie z japońską lekcją brzmi bu-jutsu.

## Tradycyjne a współczesne chińskie sztuki walki

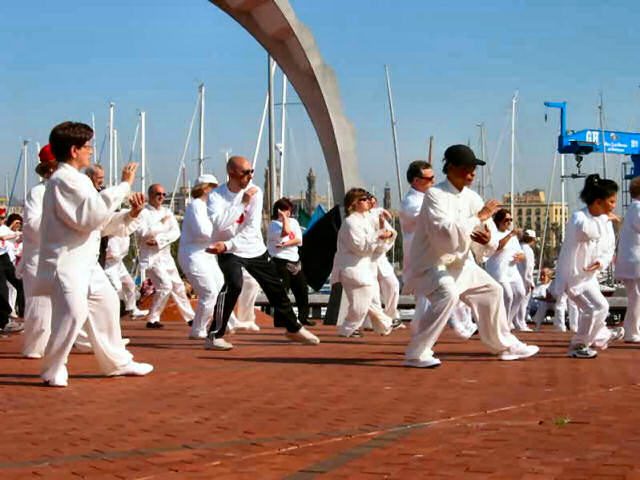
Popularnym jest grupowe ćwiczenie form Taiji w przestrzeni publicznej, zwłaszcza w parkach

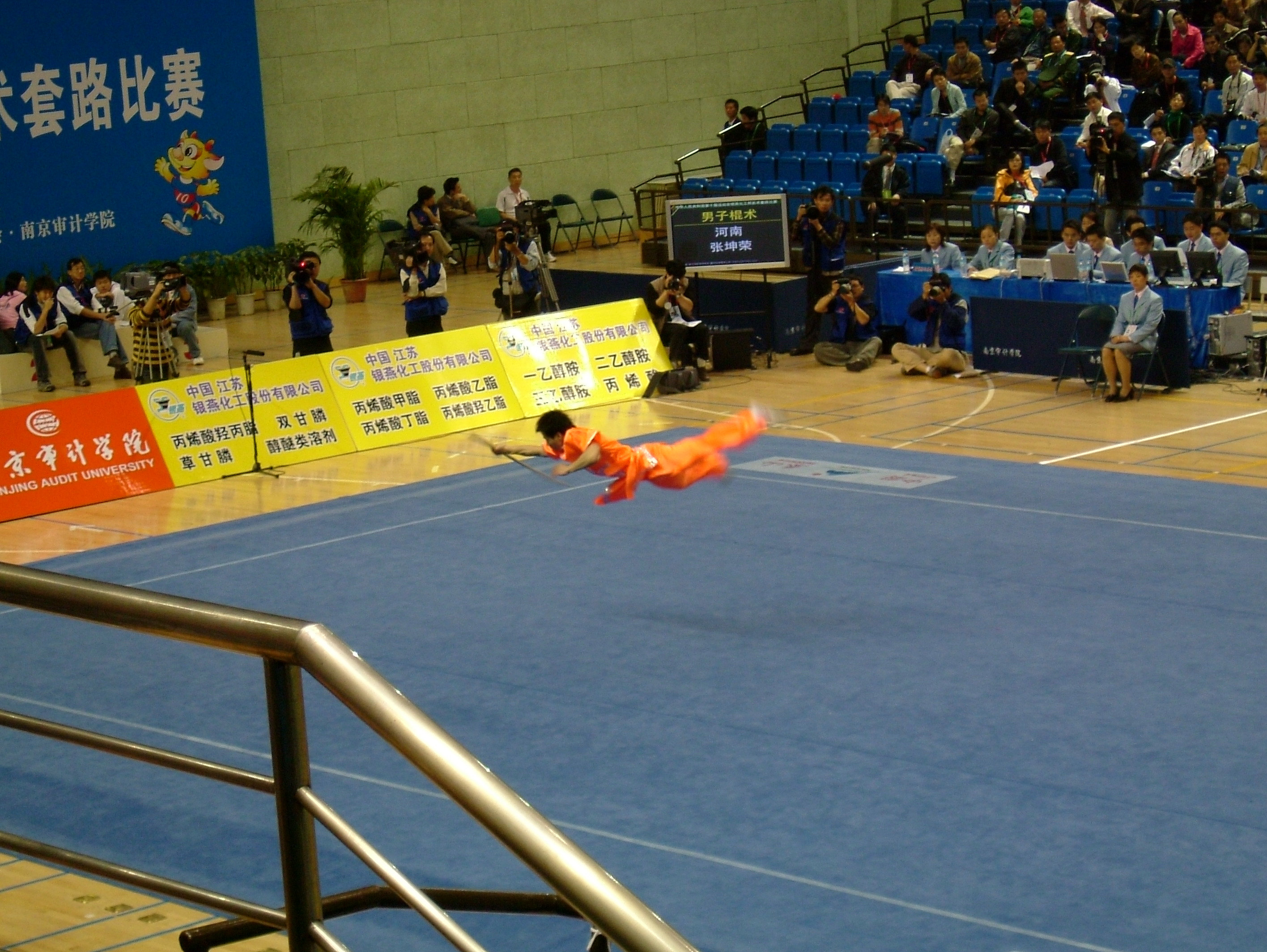
Zawody w taolu prowadzone są w kategorii „południowej pięści”, czyli typowych form sztuk walki, które jednak nie mają dużej rangi, oraz w kategorii „długiej pięści”, uważanej za kategorię nadrzędną. Jednak w formach „długiej pięści” to wykonywanie piruetów w powietrzu ma większe znaczenie, niż wykonywanie technik walki

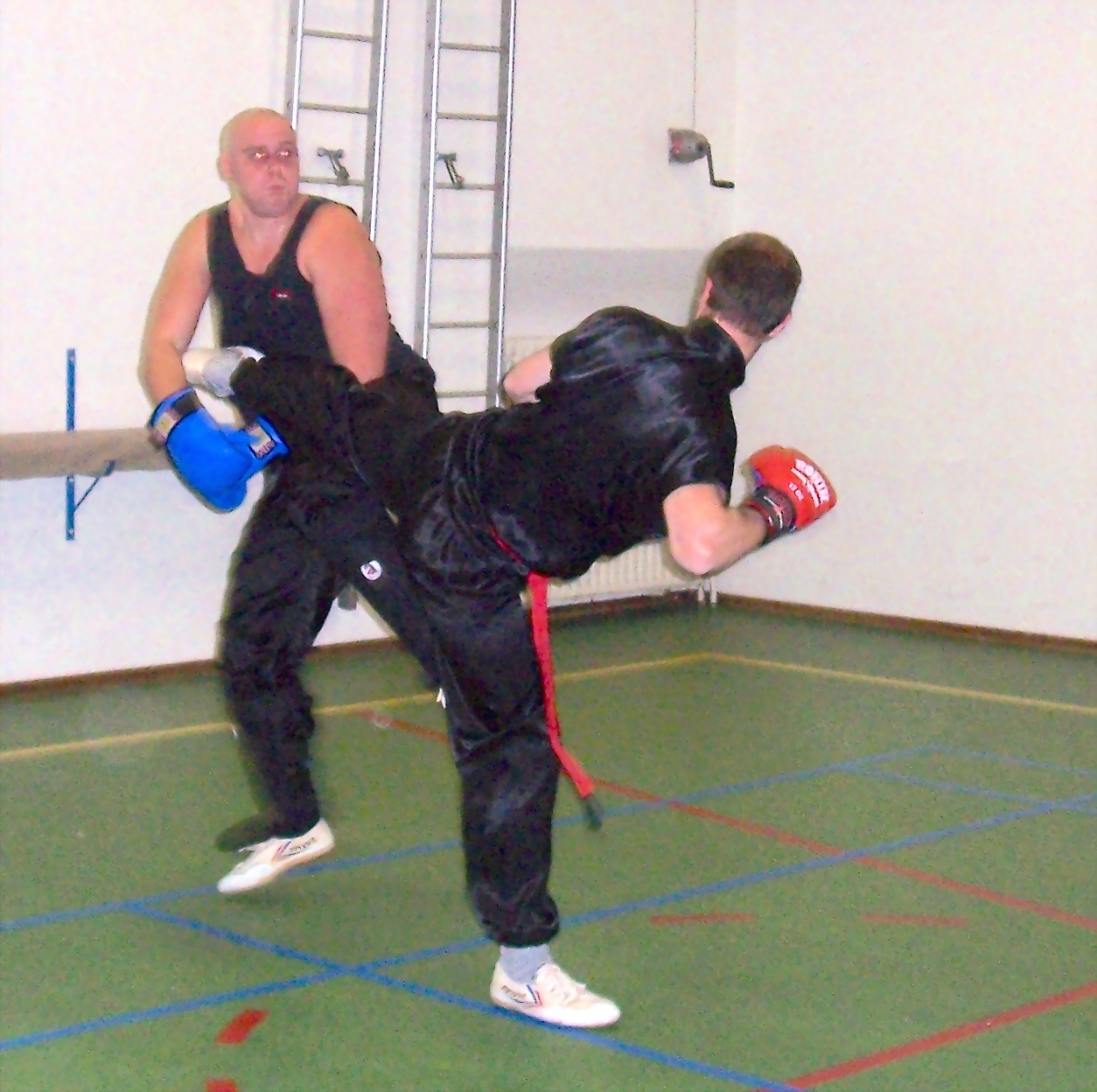
Trening sanda

Z dzisiejszej perspektywy chińskie sztuki walki można podzielić na:
- wushu tradycyjne (传统武术, chuántǒng wǔshù) lub wushu ludowe (民间武术, mínjiān wǔshù)
- wushu sportowe (竞赛武术, jìngsài wǔshù) lub wushu współczesne (现代武术, xiàndài wǔshù)

### Tradycyjne wushu

#### Rodzinne systemy sztuk walki
Tradycyjne chińskie sztuki walki, określane na zachodzie mianem kung-fu, są związane z rodzinnym systemem przekazu i szkolenia. Teoretycznie, dany system sztuk walki jest rozwijany w obrębie danej rodziny, w której można wyróżnić osobę pełniącą rolę spadkobiercy systemu, czyli najwyższy autorytet, którą to rolę przejmuje następnie inny członek rodziny z kolejnego pokolenia. W praktyce tylko nieliczne systemy mogą poszczycić się zachowaniem dobrze udokumentowanej i ciągłej linii przekazu z pokolenia na pokolenie z równoczesnym zachowaniem statusu najwyższego autorytetu w obrębie rodziny. W wielu przypadkach linia przekazu rodzinnego systemu sztuk walki urywa się gdzieś w przeszłości i obecnie pamięć o tych systemach jest zachowana tylko na podstawie źródeł historycznych. Ewentualnie, linia przekazu, po zerwaniu, zostaje rozproszona w taki sposób, że spuścizną danego systemu sztuk walki zajmuje się dalej stowarzyszenie niespokrewnionych ze sobą adeptów tego systemu, nadzorujące przekazywanie tradycji w podległych sobie szkołach sztuk walki.
Przykładem tradycyjnych systemów chińskich sztuk walki może być system Taiji. Chen Wangting (1600–1680) jest najdalej zidentyfikowaną osobą, o której można powiedzieć, że trenowała i rozwijała ten system sztuk walki. Przez pewien czas system ten był trenowany wyłącznie w obrębie rodziny Chen, ale Chen Changxing (1771–1853) zaczął trenować swojego najzdolniejszego ucznia, nie spokrewnionego z nim więzami krwi, Yang Luchana (1799–1872), który zapoczątkował odmienną interpretację tego systemu. Taiji było dalej trenowane równolegle przez rodziny Chen oraz Yang. Następnie podobnych rozwidleń w linii przekazu było więcej tak, że współcześnie wyróżniamy aż pięć tradycyjnych stylów taiji, stylów rodzin Chen, Yang, Wu, Wú i Sun. Do nich można dodać szósty styl, będący nowożytną standaryzacją taiji dokonaną przez centralne organizacje sportowe ChRL. Innym przykładem może być z kolei system Wing Chun. Ostatnim, tradycyjnym spadkobiercą systemu był Yip Man (1893-1972), na którym linia przekazu urywa się i rozprasza, ale współcześnie tradycja tego systemu wciąż jest aktywnie podtrzymywana przez wiele niezależnych szkół sztuk walki, zapoczątkowanych przez uczniów Yip Mana nie związanych więzami pokrewieństwa.

#### Systemy wewnętrzne
Wewnętrzne systemy chińskich sztuk walki (内家拳, nèijiāquán; lub 內家, nèijiā) są kategorią takich sztuk walki, w których do samoobrony i pokonania przeciwnika wykorzystuje się przede wszystkim energię ruchu samego przeciwnika, niejako obraca się siłę i agresję przeciwnika przeciw niemu samemu. Do typowych technik należą rzuty, podcięcia, pchnięcia (odpowiednikiem takiej kategorii w japońskich sztukach walki jest aikido).
- Baguazhang – Ba Gua, Pa Kua, „Dłoń ośmiu trygramów” (八卦掌, Baguazhang)
- Taiji – Tai Ji, Tai Chi, T’ai Chi Ch’uan, „Pięść Taiji” (太極拳, tàijíquán)
- Xingyiquan – Hsing I, Hsing I Ch’uan (形意拳, Xingyiquán)

#### Systemy zewnętrzne
Zewnętrzne systemy chińskich sztuk walki (外家拳, wàijiāquán) są kategorią takich sztuk walki, w których do samoobrony i pokonania przeciwnika wykorzystuje się przede wszystkim własną energię ruchu i własną siłę. Do typowych technik należą ciosy i kopnięcia (odpowiednikiem takiej kategorii w japońskich sztukach walki jest karate).
- Chow Gar – Jow Ga, Zhou Jia, „Pięść Rodziny Chow/Zhou” (周家 lub 周家拳, Zhōujiāquán)
- Choy Lee Fut – Choy Lay Fut, Choy Li Fut (蔡李佛拳, Càilǐfóquán)
- Hung Gar – Hung Ga, „Pięść Rodziny Hung/Hong” (洪家拳, Hongjiāquán)
- Tang Lang – „Pięść Północnej Modliszki” (螳螂拳, Tánglángquán)
- Wing Chun – Ving Tsun (詠春, Yǒngchūn)

### Współczesne sportowe wushu

#### Państwowy ujednolicony system sztuki walki
Zgodnie z obecną polityką ChRL, państwowe wyższe szkoły sportowe prowadzą szkolenie instruktorów chińskich sztuk walki, jak również trening zawodników klasy mistrzowskiej, a także prowadzą badania historyczne w zakresie chińskich sztuk walki oraz badania naukowe nad nowymi metodami treningu itd. Bogaty zbiór systemów chińskich sztuk walki został skodyfikowany i ujednolicony; opracowano jednolity program treningowy dla wszystkich szkół sztuk walki. Uczniowie już nie mogą wybrać systemu, w jakim będą się szkolić, a więc jakiej taktyki i strategii walki wręcz będą się uczyć, ponieważ są szkoleni w wystandaryzowanym zbiorze technik powybieranych z różnych tradycyjnych systemów, jak też celem treningu nie jest nabycie umiejętności walki wręcz, a zwycięstwo w zawodach sportowych. Opracowano również standardowe zasady organizowania zawodów i oceniania poczynań zawodników. Umożliwia to władzom ChRL pełną kontrolę nad tym, kto naucza sztuk walki i jakie treści przekazuje uczniom. Ma to znaczenie o tyle, o ile tradycyjne systemy sztuk walki wiążą się z przekazem treści niezgodnych z ideologią ChRL.

#### Dwie konkurencje sportowe wushu
Współczesne wushu wyróżnia dwie konkurencje sportowe:
- taolu – konkurencja w zakresie form
- sanda – konkurencja w zakresie walk pełnokontaktowych

We współczesnym, państwowym wushu odstąpiono od treningu prowadzącego do wyrabiania wprawy w walce wręcz na rzecz treningu kondycyjnego, wspierającego rozwój kultury fizycznej i zachowań prozdrowotnych. Tradycyjne sztuki walki, o ponad tysiącletniej historii przydatności bojowej zmieniono w dynamiczną gimnastykę wyczynową, pełną teatralnych akrobacji. Ponieważ w kulturze zachodniej dużą popularnością cieszą się demonstracje tego typu akrobacji, podstawowym zastosowaniem współczesnego wushu jest opracowywanie różnorodnych form akrobacji przydatnej do pokazów promujących kulturę Chin, ale również do zawodów gimnastycznych, w których zawodnicy rywalizują w demonstracji takich form. Konkurencja ta nazywana jest bądź wushu bądź bardziej formalnie: taolu.
Od lat 80. XX wieku w ChRL możliwe jest też uprawianie kontaktowych sztuk walki. W efekcie do zawodów wushu wprowadzono drugą konkurencję: sanda lub sanshou – pełnokontaktowy sparing przypominający kick-boxing, boks tajski, czy nawet mieszane sztuki walki, aczkolwiek przeciwnie do tych ostatnich, nie zezwala się tu na walkę w parterze. Zawodnicy przygotowujący się do zawodów rzadko kiedy występują w obu konkurencjach. Jest tak dlatego, że trenujący sanda nie ćwiczą żadnych form, nie trenują też nagłych przysiadów i wyskoków ani innych akrobacji, lecz od razu trenują w ringu, jak bokserzy i trenują jedynie takie techniki, które są przydatne do zwycięstwa w ramach przyjętego regulaminu zawodów. Nierzadko są to zawodowi bokserzy, którzy nigdy nie trenowali chińskich sztuk walki a jedynie rozpoczynają trening w danym klubie sportowym, bądź z własnych ambicji przystępują do zawodów wushu – sanda po uzyskaniu zwycięstw w swoich natywnych formułach sportowych (np. Muslim Salikhov, Bazigit Atajev, Hüseyin Dündar).
Sportowe, zawodowe wushu swoich adeptów, czy też zawodników, określa jako atletów, a nie mistrzów sztuk walki.

## Historia chińskich sztuk walki

### Czasy najdawniejsze

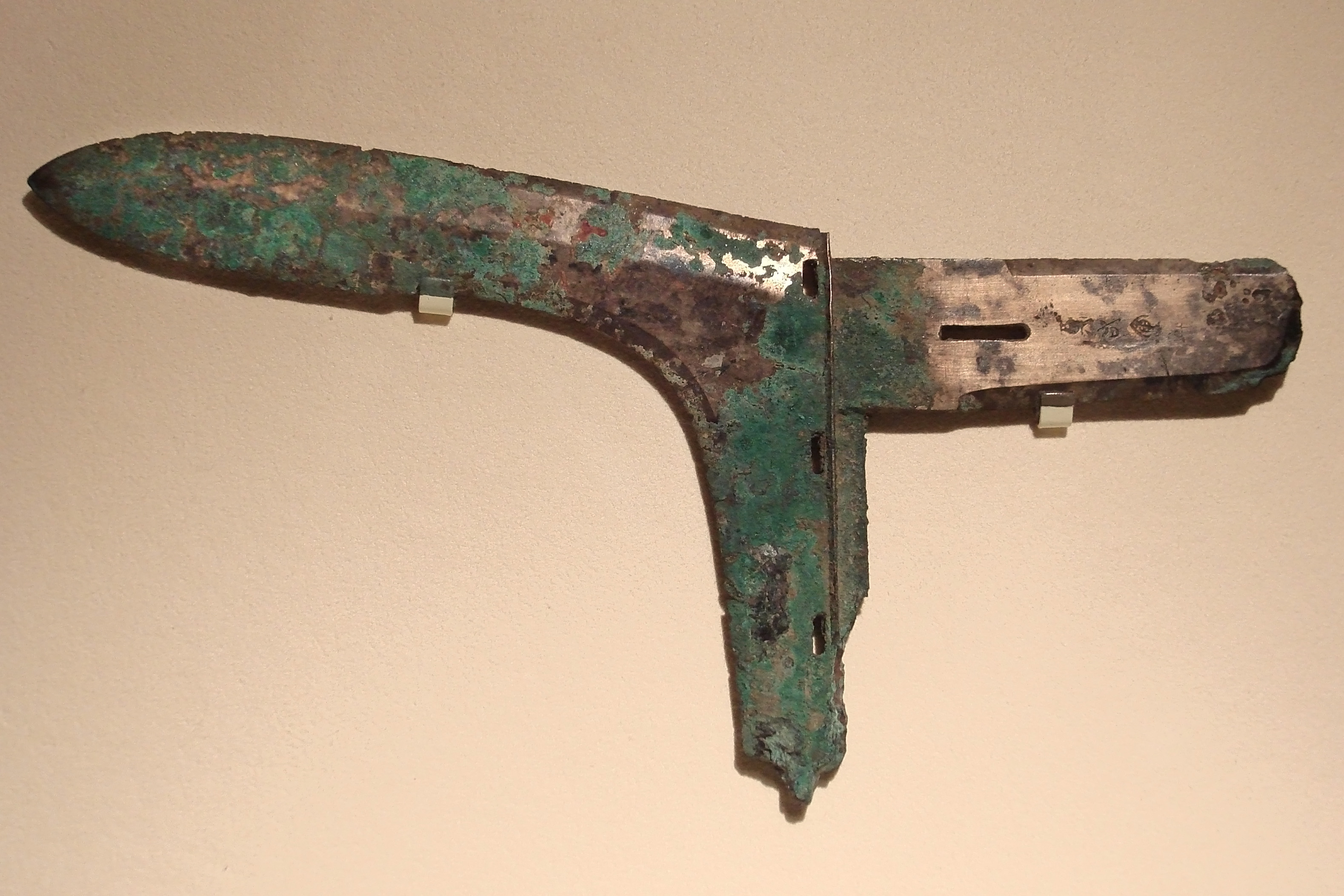
Głownia starożytnej chińskiej broni Ge. Ostrze przypominające sztylet (na lewo) montowano prostopadle do długiego trzonka (przebiegałby na ilustracji pionowo), blisko jego krańca, na którym niekiedy osadzano też grot włóczni.

#### Księga rytuałów „Zhouli”
W najstarszych czasach siły zbrojne bazowały w głównej mierze na jazdach rydwanów oraz łucznictwie. Stosowano też różnego rodzaju włócznie i halabardy. Z czasem jednak na znaczeniu nabrała kawaleria konna i piechota. Klasyczny konfucjański tekst, Zhouli – „Księga rytuałów kraju Zhou” – wymienia sześć sztuk, w jakich winien kształtować się człowiek „kulturalny”: rytuały, muzyka, kaligrafia, matematyka, oraz łucznictwo i jazda konna z prowadzeniem rydwanów. Sugeruje to, że kultura wojenna była traktowana (lub zalecana) jako element odpowiedniego wykształcenia nie tylko pośród żołnierzy.

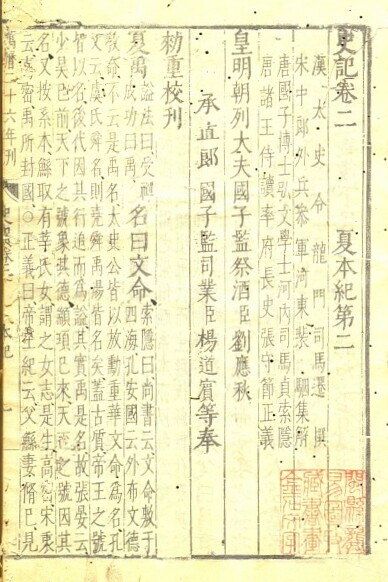
Jedna ze stron Zapisków Historyka

#### Księga rytuałów „Liji”
„Księga rytuałów” Liji (niektóre jej części datuje się na X wiek p.n.e., aczkolwiek ostateczna redakcja miała miejsce w III wieku p.n.e.) wymienia podstawowe rodzaje broni: łuk, włócznię, oraz trzy rodzaje halabard. Wśród nich znajduje się też najbardziej reprezentatywna dla tego okresu broń: gē (戈; w j. ang. dagger-axe), w zasadzie użycia przypominająca topór, lecz posiadająca znacznie dłuższą rękojeść, niekiedy zbliżoną do włóczni, oraz inne ostrze, przypominające raczej sztylet. W czasach Shang i Zhou była to podstawowa broń piechoty, ale jej tradycja jest znacznie starsza, bowiem kamienne groty odkryto na stanowiskach archeologicznych neolitycznej kultury Longshan, żyjącej w czasie 2500 – 1850 p.n.e. „Księga rytuałów” Liji wspomina dalej, że walki włócznią uprawiano w jesieni, natomiast łucznictwo, jazdę rydwanów oraz zapasy (角力 juélì) uprawiano w zimie. W rozdziale dotyczącym muzyki, Księga rytuałów wspomina o tańcu wykonywanym w zbroi i z bronią oraz z choreografią ruchów przypominających walkę halabardami i włóczniami.

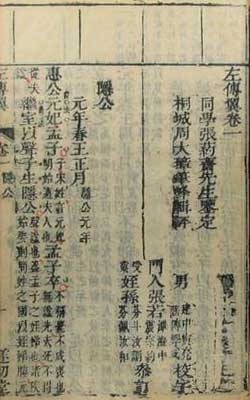
Pierwsza strona Zuozhuan

#### Zapiski historyka „Shiji”
Powstałe ok. 100 p.n.e. „Zapiski historyka” (史記 Shiji) także zawierają wzmianki o zapasach i tańcach demonstrujących niezwykle umiejętne ruchy imitujące walkę różnego rodzaju bronią. Można przypuszczać, że chodzi tutaj o coś, co stanowi pierwowzór współczesnych form, ćwiczeń formalnych.

#### Kronika Wiosen i Jesieni „Chunqiu”
Natomiast „Kronika Wiosen i Jesieni” (春秋 Chūnqiū; inaczej „Kronika kraju Lu”, opisująca okres od 722 do 481 p.n.e.) wraz z komentarzami: Zuozhuan (左傳, księga powstała ok. 389 p.n.e.), Gongyangzhuan i Guliangzhuan (公羊傳 oraz 穀梁傳; komentarze panów Gongyanga i Gulianga; powstały w okresie 475–221 p.n.e.), zawierają wzmianki na temat walki wręcz obejmującej uderzenia, kopnięcia, zwarcie (klincz), dźwignie i rzuty.

#### Księga Hanów
Z Księgi Hanów wiadomo, że w starożytnych Chinach wyraźnie rozróżniano sportowe zapasy (juélì) od walki wręcz o bojowym, a nie sportowym, charakterze (手搏; shǒubó). Walka shǒubó posiadała już wówczas pisane podręczniki.

#### „Pięść” jako synonim „sztuki walki wręcz”
W tych najstarszych źródłach sztuki walki określano różnorodnie, jako bo (搏 = walka), shǒubo (手搏 = walka z chwytaniem bądź walka rękoma, wręcz; czasami to pojęcie proponuje się tłumaczyć jako „boks”), bīng jìqiǎo (兵技巧 = sprytne zdolności wojenne). Znacznie później, w XII wieku n.e., kiedy południowa dynastia Song utworzyła stolicę w Lin’an (dziś Hangzhou), pod wpływem lokalnego dialektu, termin shǒubo został zastąpiony terminem quán (拳; pięść). Słowo „pięść” w takim znaczeniu, jako określenie „boksu” czy też po prostu sztuk walki, spotykane jest powszechnie w terminologii chińskich sztuk walki po dziś dzień. Przykładowo, Chan Quán może oznaczać „pięść rodziny Chan”, czyli inaczej system sztuk walki tej rodziny. Od czasów dynastii Song szeroko rozpowszechniło się też określenie wǔyì (武藝), które dosłownie oznacza „sztuki walki”, jako zbiorczy termin obejmujący cały fach żołnierski, w tym i różne techniki i metody „pięści” – walki wręcz.

### Rola wierzeń ludowych

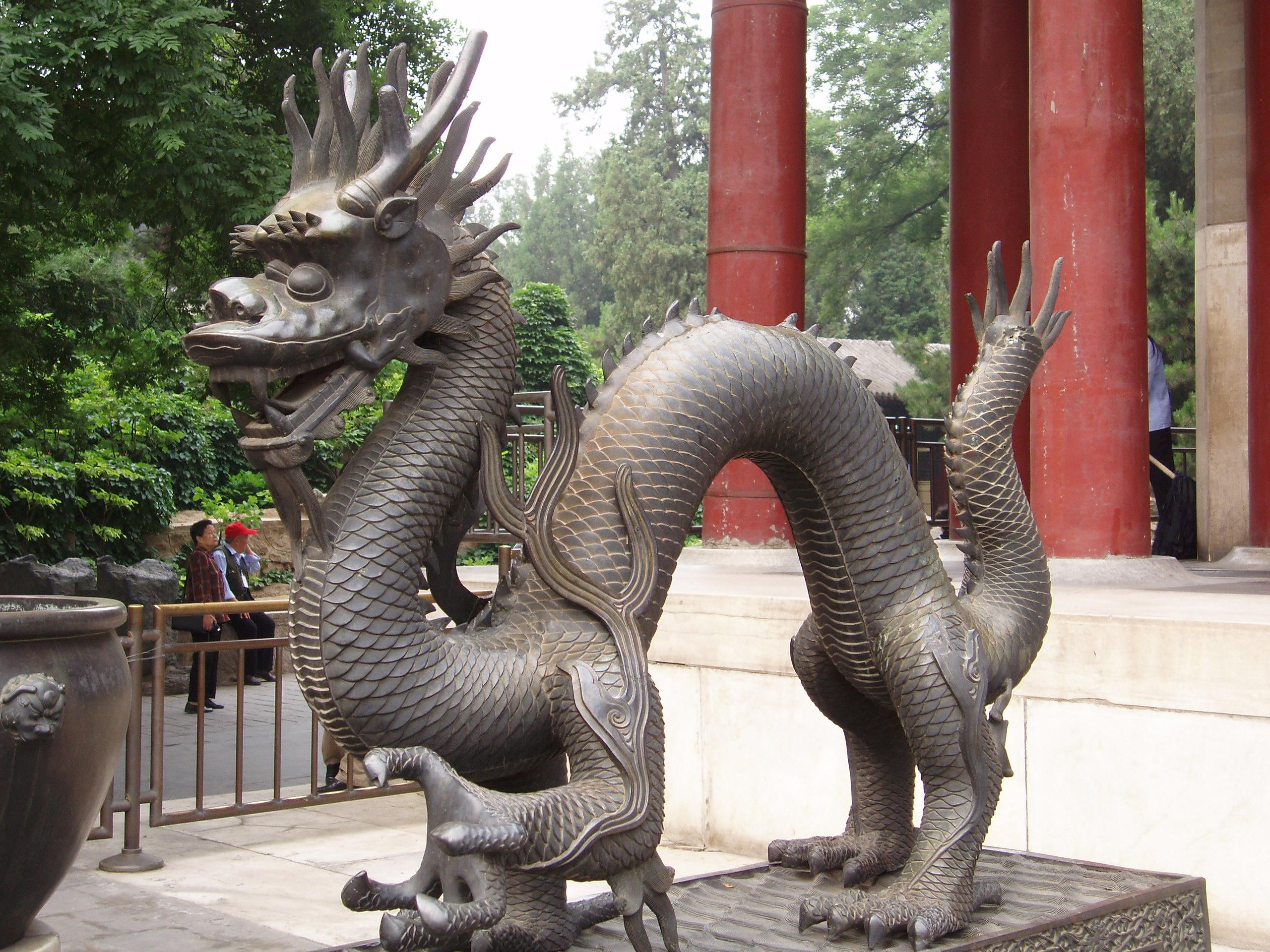
Posąg przedstawiający mitycznego chińskiego smoka w Pałacu letnim Yiheyuan w Pekinie

Sztuki walki rozwijały się w tle specyficznej kultury i wierzeń, czego efekty można obserwować współcześnie, m.in. w obecności ćwiczeń oddechowych oraz świata zwierząt w terminologii i technikach walki. Mitologia chińska jest niezwykle baśniowa i symboliczna. Postaciom historycznym przypisywano magiczne cechy, takie jako długowieczność i zdolność błyskawicznego pokonywania dużych odległości, wierzono w istnienie zamorskiego kraju ludzi o jednym oku, bądź ludzi mających jedną głowę i trzy ciała, w duchy przychodzące pod postacią lisów, zaś zwierzęta, zarówno realne, jak i fantastyczne, występowały powszechnie jako mające wiele znaczeń symbole oraz jako bohaterowie popularnych opowieści.

#### Energia Qi i ćwiczenia oddechowe
Ćwiczenia oddechowe również mają starożytny rodowód. Praktykowane były niezależnie od pozycji społecznej i zawodu, a przez niektórych uważane były za niezbędne do osiągnięcia mistrzostwa w sztukach walki i na tym polu różnorodnie adaptowane. Przez wielu jednak bywały traktowane jako taoistyczne zabobony. W biegu całej historii Chin bywały przeróżnie nazywane, ale dopiero współcześnie, w drugiej połowie XX wieku, otrzymały jedną nazwę – „perfekcja/sztuka Qi” – Qigong (氣功, według Wade-Giles: ch’i-kung). Termin Qigong pojawiał się już w taoistycznych publikacjach z II – IV wieku n.e., jednakże nie zdobył sobie uznania przez kolejne dwa tysiące lat.
U podłoża tych ćwiczeń leżą wierzenia dotyczące energii Qi (Wade-Giles:chi), w których zjawiska fizyczne i fizjologiczne wyjaśniania się w terminach energetycznych. Według tych wierzeń, za warunki pogodowe odpowiada energia Qi niebios, za wprawienie silnika elektrycznego w ruch – energia Qi elektryczna, zaś człowiek żyje dzięki temu, że w ciele krąży energia Qi życia i jeśli jej krążenie napotyka opór, to człowiek choruje. W przypadku fizjologii człowieka Qi utożsamiano z powietrzem i oddechem, stąd więc bierze się idea ćwiczeń oddechowych jako praktyki panowania nad życiodajną energią i zdrowiem. Ćwiczenia uprawiano w bezruchu, w pozycji leżącej, siedzącej, stojącej, co miało różne konsekwencje. Przykładowo, w czasach dynastii Song opisano człowieka, który cały dzień nie robił nic, jedynie leżał w łóżku wykonując ćwiczenia oddechowe w celu osiągnięcia długowieczności. Ale qigong praktykowano też w ruchu.

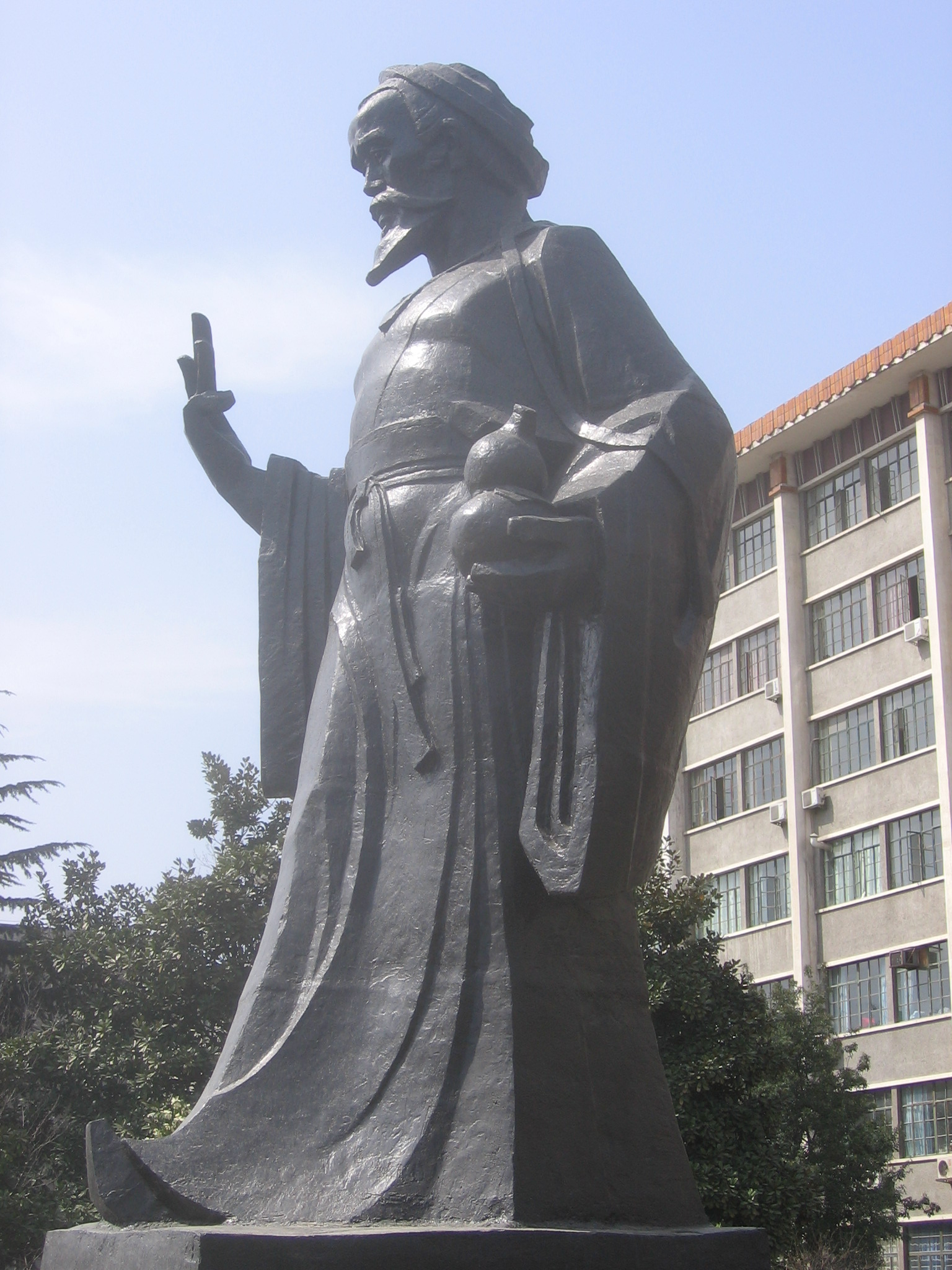
Pomnik Hua Tuo przed Uniwersytetem Tradycyjnej Chińskiej Medycyny prowincji Anhui w Hefei

#### Energia Qi i ćwiczenia ruchowe
Związek ruchu ze zdrowiem (a właściwie pogląd, że ruch pobudza krążenie Qi i w ten sposób wpływa na zdrowie) wyrażany był w wielu starożytnych tekstach. Przykładowo, Kronika wiosen i jesieni pana Lu (呂氏春秋 Lǚshìchūnqiū; traktat filozoficzny zredagowany w 239 p.n.e. przez Lü Buwei) wspomina, że z uwagi na stagnację Qi i krwi wywołaną wilgotnym, deszczowym klimatem, ludzie cierpią na bóle i sztywność stawów, zatem ludzie tańczą aby pobudzić krew i Qi a poprzez to ulżyć bólowi i sztywności. Natomiast w Księdze gór i mórz (山海經 Shānhǎi Jīng; zbiór zawierający informacje geograficzne, mity i legendy, po części będący traktatem taoistycznym, powstały ok. 300–200 p.n.e.) opisano 42 gatunki roślin i 62 gatunki zwierząt z punktu widzenia ówczesnej medycyny oraz zalecano, aby dla różnych celów zdrowotnych wykonywać ćwiczenia gimnastyczne imitujące ruchy tychże zwierząt.
Słynny lekarz Hua Tuo (140–208 n.e.) opracował z kolei Wuqinxi (五禽戲), podobną gimnastykę, ale odwołującą się do naśladowania ruchu zaledwie pięciu zwierząt – żurawia, małpy, jelenia, niedźwiedzia i tygrysa. Była ona bardziej jednak dynamiczna i stała się szeroko znana, wspominana w różnych źródłach historycznych oraz wielokrotnie modyfikowana przez późniejszych praktyków. Dość szybko powstało wiele alternatywnych wersji i nie wiadomo, co właściwie sam Hua Tuo opracował, a co jest późniejszym nawarstwieniem.

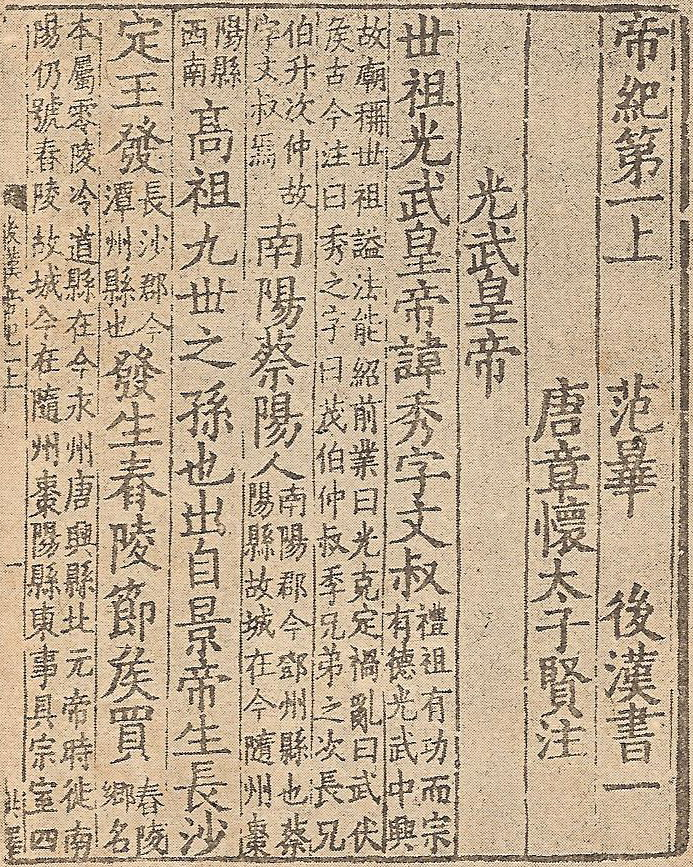
Pierwsza strona Księgi Późniejszych Hanów

Fan Ye (398–445 n.e.), autor Księgi Późniejszych Hanów (後漢書 Hòu Hànshū), tak opisuje rzekomą wypowiedź Hua Tuo:

Ciało potrzebuje pracy fizycznej i ruchu, ale nie w ekstremalnym wymiarze. Ruch pomaga w krążeniu krwi, co chroni przed chorobami (...) Starożytni nieśmiertelni praktykowali wieszanie się oraz obroty głową jak sowa, aby zwiększyć sprawność fizyczną i osiągnąć długowieczność. Ja zaś mam metodę nazywaną Zabawa Pięciu Zwierząt. Praktykowanie jej leczy choroby, pomaga kończynom i krążeniu Qi. Kiedy czujesz się chory, ćwicz ruchy któregoś zwierzęcia. Ciężka i długa praca sprawi, że skóra się zaróżowi, ciało będzie zręczniejsze a apetyt lepszy” za:, s. 261

Tego typu wierzenia ludowe, pożądanie sprawności fizycznej i ruchu, oraz specyficzna kultura nawiązująca do baśni i świata zwierząt, wpływała na umysły ludzi praktykujących sztuki walki. Nawet współcześnie wielu ekspertów sztuk walki odwołuje się do tych wierzeń, uważając je za „podstawę teoretyczną”, choć przecież obecność takiej teorii podczas nauki sztuk walki zależy wyłącznie od poglądów nauczyciela, bowiem sztuki walki same w sobie rozwijały się z zupełnie innych powodów i dla zupełnie innych celów.

### Rola armii
Społeczność Chin zorganizowana była w system bliski feudalizmowi i podzielona na klasy społeczne o różnym stopniu prestiżu. Hierarchia była odwrotna, niż w średniowiecznej Europie. Chłopi nie byli najniższą kastą, cieszyli się dużym szacunkiem. Niższą rangę posiadali rzemieślnicy, a jeszcze niższą kupcy. Najniżej w hierarchii ulokowani byli żołnierze. Mimo to rozwój, kultywowanie i nauczanie sztuk walki niewątpliwie jest związany właśnie z tą warstwą społeczną.

#### Wojsko poborowe i powszechna milicja
W czasach dynastii Qin oraz Han (łącznie 221 p.n.e. – 220 n.e.) kraj podzielony był na komanderia, którymi zarządzali cywilny gubernator oraz dowódca wojskowy. Istniały wówczas równolegle dwa systemy sił zbrojnych: wojsko i najemna milicja. Wojsko było poborowe, każdy młody mężczyzna miał obowiązek odsłużyć dwa lata. Za czasów wschodniej (późniejszej) dynastii Han, jeden rok służby odbywano w stolicy, drugi zaś we wskazanej komanderii. Wybranych, najlepszych żołnierzy szkolono jako specjalistów marynarki, kawalerii i piechoty (specjalista piechoty był żołnierzem operującym kuszą), pozostali żołnierze operowali w piechocie bronią długą (taką jak np. włócznia), realizowali zadania logistyczne, bądź pełnili funkcje strażników. Wojsko poborowe było poddawane regularnym szkoleniom i kontrolom. Natomiast oddziały milicji powoływano doraźnie na potrzeby użycia większej siły zbrojnej, bądź jako jednostki pomocnicze, utrzymujące „dyscyplinę” w rejonie oraz kontrolujące bandytyzm. Kontrola ta odbywała się poprzez rekrutację, bowiem oddziały milicji rekrutowano głównie spośród nielegalnych imigrantów i kryminalistów. Przeciwnie do żołnierzy poborowych, najemnicy nie byli odsyłani po krótkim czasie do domów, lecz pełnili swe funkcje przez znacznie dłuższy czas. Powszechność milicji nie wpływała jednak dobrze na morale właściwego wojska i doprowadziła do powstania prywatnych armii i silnych rodów trudniących się fachem wojennym. Tak czy inaczej, już w tych najstarszych czasach spora część społeczności była w taki, bądź inny sposób szkolona z musztry i w sztukach walki.

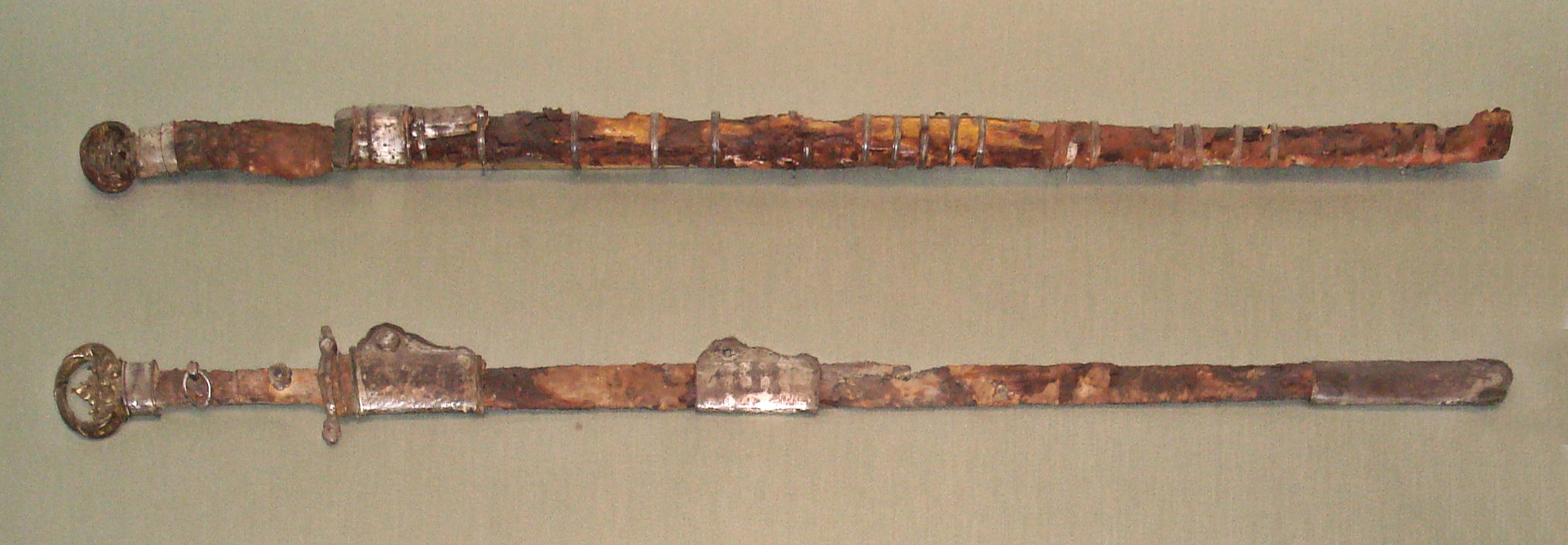
Chińskie miecze z czasów dynastii Sui (581–618 n.e.)

#### Wojsko zawodowe i egzaminy wojskowe
Począwszy od czasów dynastii Tang (618-907) większe znaczenie zaczęła odgrywać armia zawodowa, zaś w wielu rejonach Chin zawód żołnierza stał się dziedziczny. Co więcej, w ślad za powszechnymi egzaminami na stanowiska urzędnicze, wprowadzono również egzaminy wojskowe. Żołnierzy egzaminowano, podobnie jak kandydatów na urzędników, pisemnie, ale także weryfikowano ich umiejętności bojowe. Egzaminowano ze strzelania z łuku konno i pieszo, z umiejętności w walce bronią długą (włócznie, trójzęby, halabardy), jak i w walce wręcz, nawet sprawdzano umiejętności w podnoszeniu ciężkich obiektów i pływaniu.

#### Akademia wojskowa i silne rody wojskowe

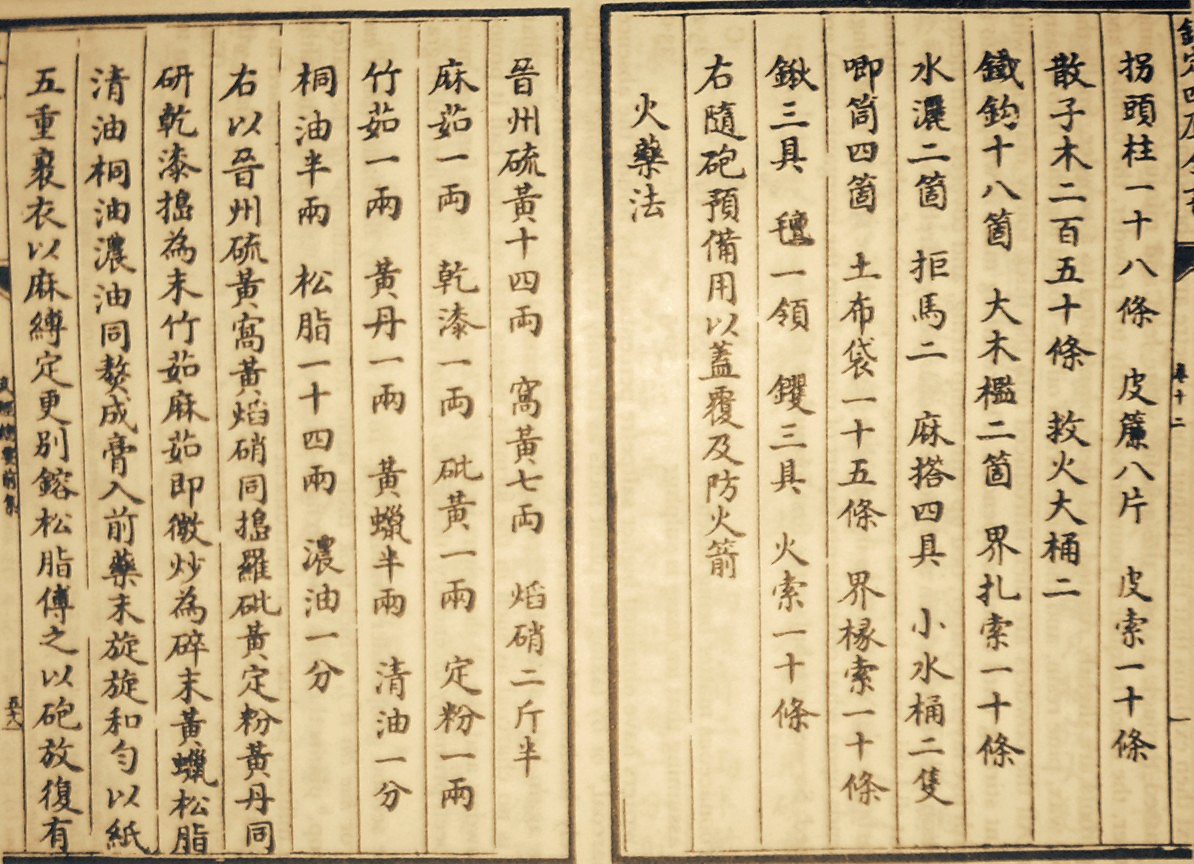
Receptura na proch strzelniczy w księdze Wujing Zongyao.

W trakcie dynastii Song (960-1279), zaczęto stosować broń palną (lanca ognista) oraz artylerię. Opublikowano pracę zbiorową o tytule, który można przetłumaczyć, zależnie od stopnia dosłowności przekładu, jako „zbiór istotnych technik wojennych” bądź „kompilacja najważniejszych dzieł klasyki wojskowej” (武經總要 Wǔjīng Zǒngyào). Omówiono w niej cały system wojskowy od czasów dawnych po czasy współczesne autorom, taktykę bitew, rodzaje formacji, zasady użycia kawalerii i piechoty. Opisano różne rodzaje broni, katapult, dział, ale również miotacz ognia, kompas, podano recepturę na proch strzelniczy. Utworzono też akademię wojskową, w której w sposób usystematyzowany szkolono w posługiwaniu się każdą bronią, również w walce wręcz. W akademii uczyło się 200-300 uczniów, nauka trwała 3 lata. W czasach tej dynastii armia zawodowa przekroczyła stan miliona żołnierzy, zaś wpływy wojskowych stały się tak znaczne, że cesarz Gaozong w roku 1127 ustanowił prawo o możliwości objęcia oficjalnej posady urzędniczej na podstawie samych tylko wyników egzaminów wojskowych. Równocześnie też mocne rody wojskowe w obszarach wiejskich tworzyły własne, lokalne oddziały milicji, które pilnowały porządku publicznego. Wzorem wcześniejszych tradycji, pełniły też rolę najemnych rezerwistów – cesarstwo mogło je powołać do wojny w razie potrzeby.

#### Dynastia Ming

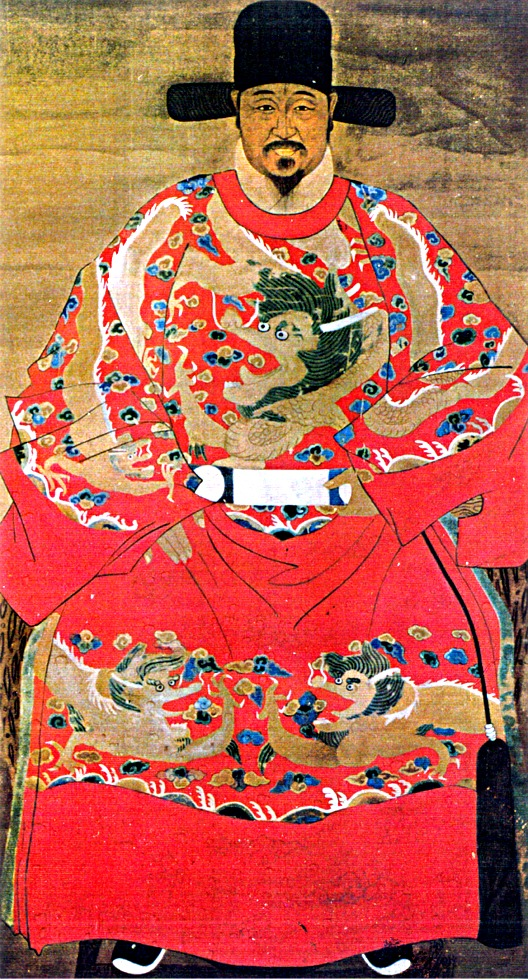
Portret generała Qi Jiguang

##### Rozwój sztuk walki w czasach dynastii Ming
Dynastię Ming (1368–1644) założył Zhu Yuanzhang (koronował się jako Hongwu), który urodził się w biednej i niepiśmiennej rodzinie, był żebrakiem, później buddyjskim mnichem, aby następnie stanąć na czele powstania i wypędzić Mongołów z Chin, kończąc panowanie ich okupacyjnej dynastii Yuan. W czasie dynastii mongolskiej swobodne uprawianie sztuk walki było zakazane, zatem wraz z nastaniem chińskiej dynastii nastąpił niebywały wzrost w zakresie rozwoju sztuk walki i technologii wojskowych. Zaczęto stosować „ogniste strzały” (火箭 huǒjiàn), ręczne wyrzutnie miotające serią strzał zasilanych energią eksplozji, oraz „ogniste wózki” (火車 huǒchē), wyrzutnie rakiet oparte na kołowym wózku obsługiwanym przez dwóch żołnierzy, które z jednego wystrzału miotały kilkudziesięcioma strzałami, a na polu bitwy stosowane były w ogromnych bateriach, zsynchronizowanych w pracy. Mimo to znaczenie tradycyjnej broni w cale nie zmalało. W tym okresie powstało dużo podręczników walki przy użyciu przeróżnej broni białej, jak i walki wręcz, bez broni. Na podstawie różnych publikacji z tego okresu można doliczyć się istnienia aż 36 stylów walki wręcz.

##### Generał Qi Jiguang: walki z piratami
W czasie dynastii Ming, zwłaszcza w jej późniejszym okresie, nasiliły się też ataki japońskich piratów wōkòu (倭寇), doskonale zorganizowane i penetrujące w głąb lądu. W roku 1553, wywodzący się z rodziny o długich wojskowych tradycjach Qi Jiguang (1528-1587), objął w sztabie prowincji Szantung stanowisko odpowiedzialne za obronę wybrzeża przed piratami. W tym celu rekrutował on oddziały najemne, prowadził intensywne ich szkolenia i utrzymał w nich duży poziom dyscypliny, dzięki czemu odniósł zwycięstwo. Następnie bronił wybrzeży w innych prowincjach, m.in. w 1563 roku w celu obrony Fujian zrekrutował 10 tys. armię i tam również odniósł zwycięstwo. W bitwach przeciwko piratom, pod dowództwem generała Qi, uczestniczyło wiele lokalnych oddziałów milicji, w tym milicja mnichów z legendarnego klasztoru Shaolin. Współcześnie Qi Jiguang jest uważany za bohatera narodowego i jednego z najzdolniejszych dowódców wojskowych w historii cesarstwa Chin.

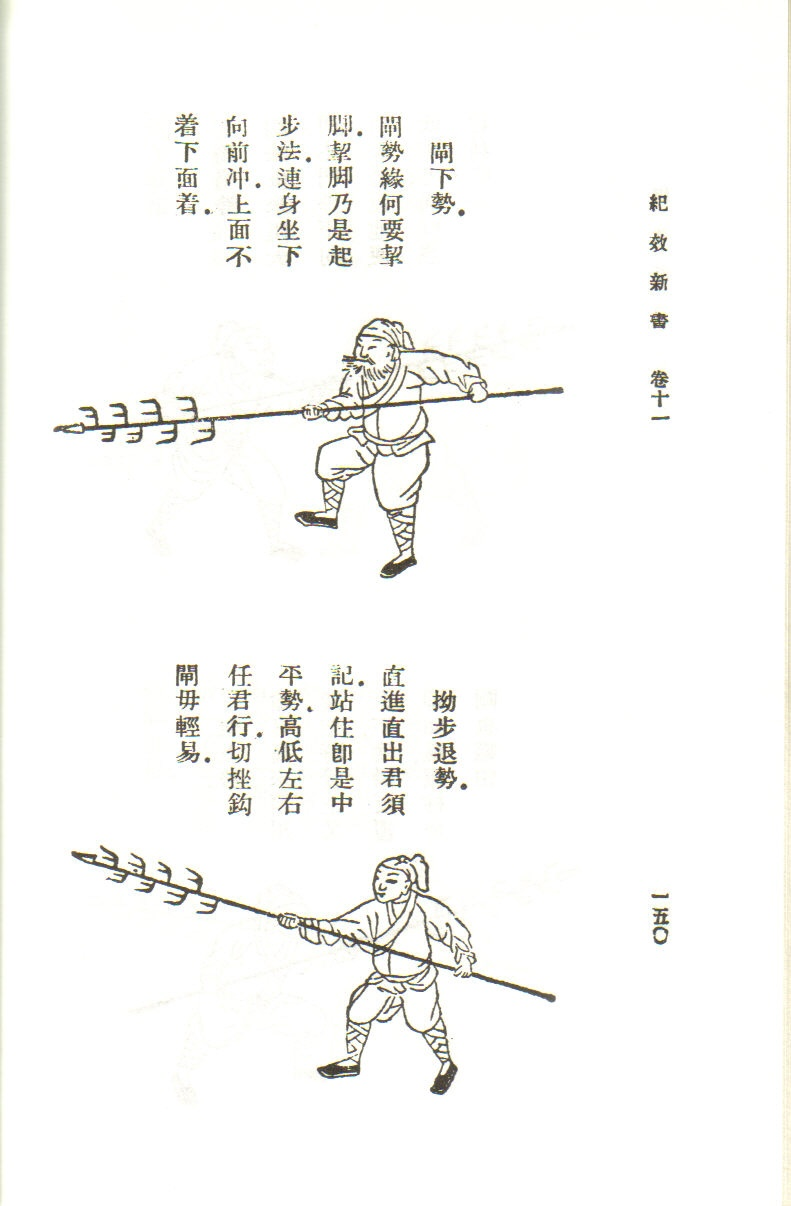
Jedna ze stron podręcznika Jixiao xinshu generała Qi Jiguanga

##### Generał Qi Jiguang: Jixiao xinshu
Generał Qi opublikował ilustrowany podręcznik walki na morzu i lądzie, zatytułowany „Nowa księga o skutecznej dyscyplinie” (紀效新書 Jìxiào xīnshū), który był następnie wielokrotnie wznawiany drukiem, włączany w przynajmniej dwie kompilacje tekstów, zaś w XVIII wieku został przetłumaczony na język japoński. W księdze Generał omawia problemy strategii, taktyki, szkolenia żołnierzy, opisuje wiele rodzajów broni (w tym broni palnej i armat). Przedstawia m.in. nawiązującą do idei klucza ornitologicznego „formację mandarynek” (鸳鸯阵 yuānyang zhèn). W jej skład wchodzi dowódca i żołnierz logistyczny, dwóch żołnierzy z szablami i tarczami osłonowymi na przodzie, czterech żołnierzy z długimi włóczniami oraz dwóch żołnierzy z trójzębami bądź mieczami na końcu. W środku zaś dodatkowo znajduje się dwóch żołnierzy z długimi tyczkami bambusowymi zawierającymi po 9-11 odstających ostrzy, których celem było pilnowanie, aby wróg nie przełamał szyku formacji. Generał Qi w swej pracy omawia techniki walki oraz trening w posługiwaniu się różnorodną bronią, w tym także techniki walki kijem, o których pisze, że zaczerpnął je z klasztoru Szaolin. Omawia również techniki walki wręcz, aczkolwiek umniejsza ich rolę na polu bitwy, gdzie żołnierze posługują się przecież przede wszystkim różnorodną bronią, a nie gołymi rękoma.

##### Generał Qi Jiguang: Forma 32 postaw
W swej pracy „Nowa księga o skutecznej dyscyplinie” Qi Jiguang poświęcił odrębny rozdział walce wręcz, zatytułowany „Traktat bojowy o 32 postawach”. tłumaczenie tej nazwy za: W tym rozdziale generał Qi pisze:

walka bez broni nie wydaje się być przygotowaniem do wojny, jednakże dogłębne trenowanie walki bez broni sprawia, że twoje ciało jest przygotowane do działania, a to jest podstawą dalszego treningu” za:, s. 176

Twierdzi, że po dokonaniu przeglądu znanych mu 16 stylów walki wręcz (w tym stylów walki na długi i krótki dystans oraz imitującego ruchy małpy) opracował najlepszy zestaw ćwiczeń dla żołnierzy: formę z 32 postawami. Jest to ćwiczenie formalne, w którym należy samodzielnie i płynnie wykonywać techniki walki przechodząc w określonym porządku z jednej techniki w drugą. Każda technika wiąże się z sekwencją ruchów i swoją własną postawą ciała, każda z nich jest zilustrowana, poetycko nazwana i krótko objaśniona. W niektórych miejscach znajdują się nawet komentarze o dużej skuteczności danej techniki, mające gwarantować, że po jej wykonaniu przeciwnik nie odważy się ponownie atakować.
Forma 32 postaw z XVI wieku jest takim samym ćwiczeniem, jak każda inna forma tradycyjnych chińskich sztuk walki trenowana współcześnie. Książka generała Qi wskazuje, że w tym czasie istnienie sformalizowanego treningu walki wręcz jest powszechne, istnieją różne style mające odrębne ćwiczenia formalne. Zdaniem Stanleya Henninga forma generała Qi zawiera techniki bardzo podobne do tych, jakie znajdują się w najstarszych tradycyjnych formach taiji – w formach rodziny Chen. Hipotezę o tym, że u podstaw pierwotnej postaci taiji leży podręcznik generała Qi, wymieniają również, pośród wielu innych hipotez i legend, sami eksperci-praktycy taiji.

### Rola klasztoru Szaolin

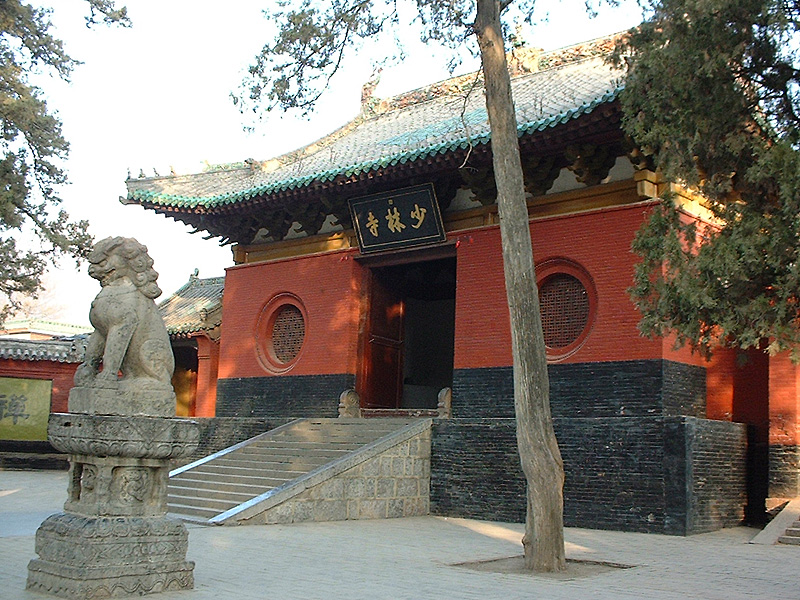
Klasztor Shaolin – wejście do kompleksu

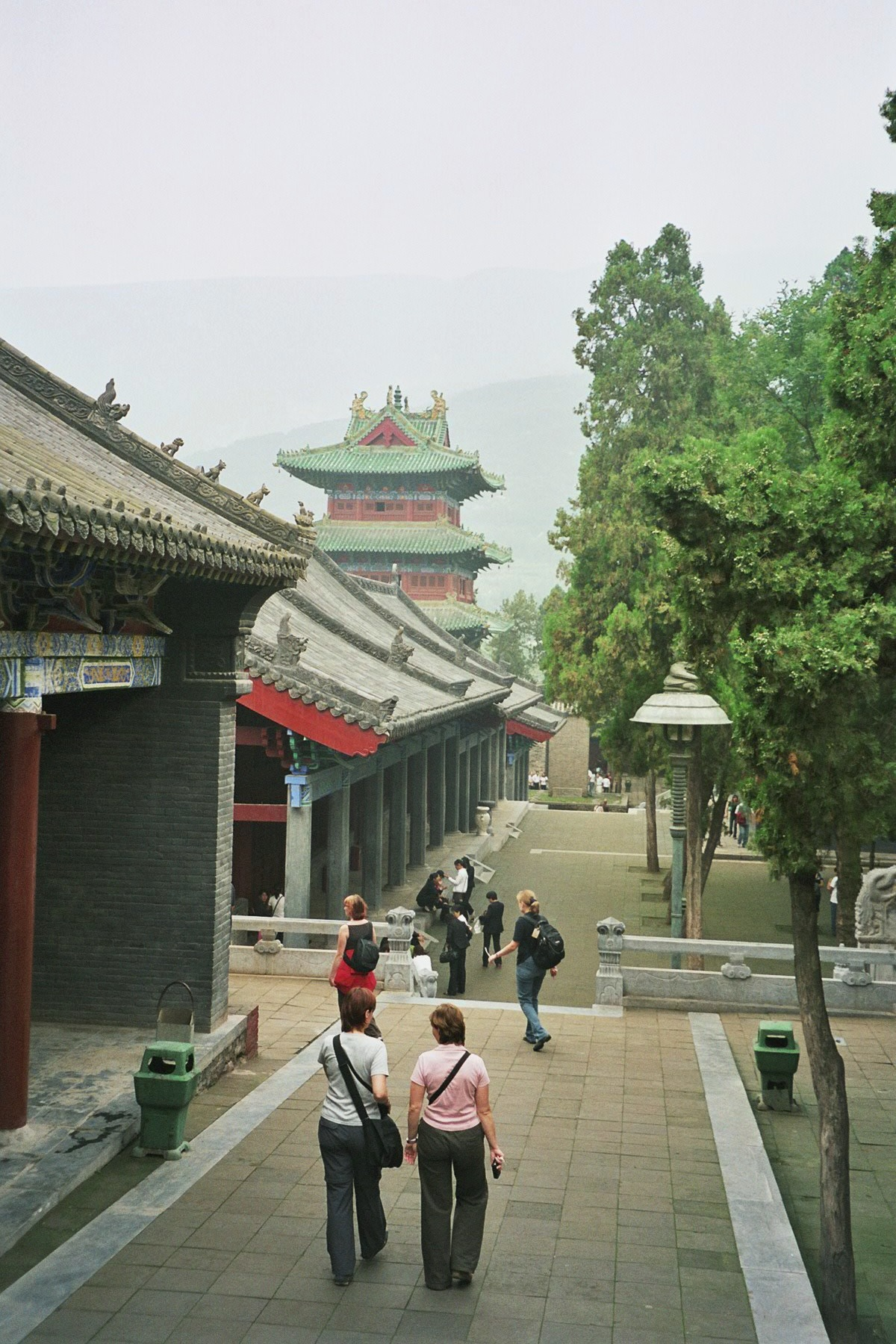
Klasztor Shaolin – zabudowa wewnątrz kompleksu

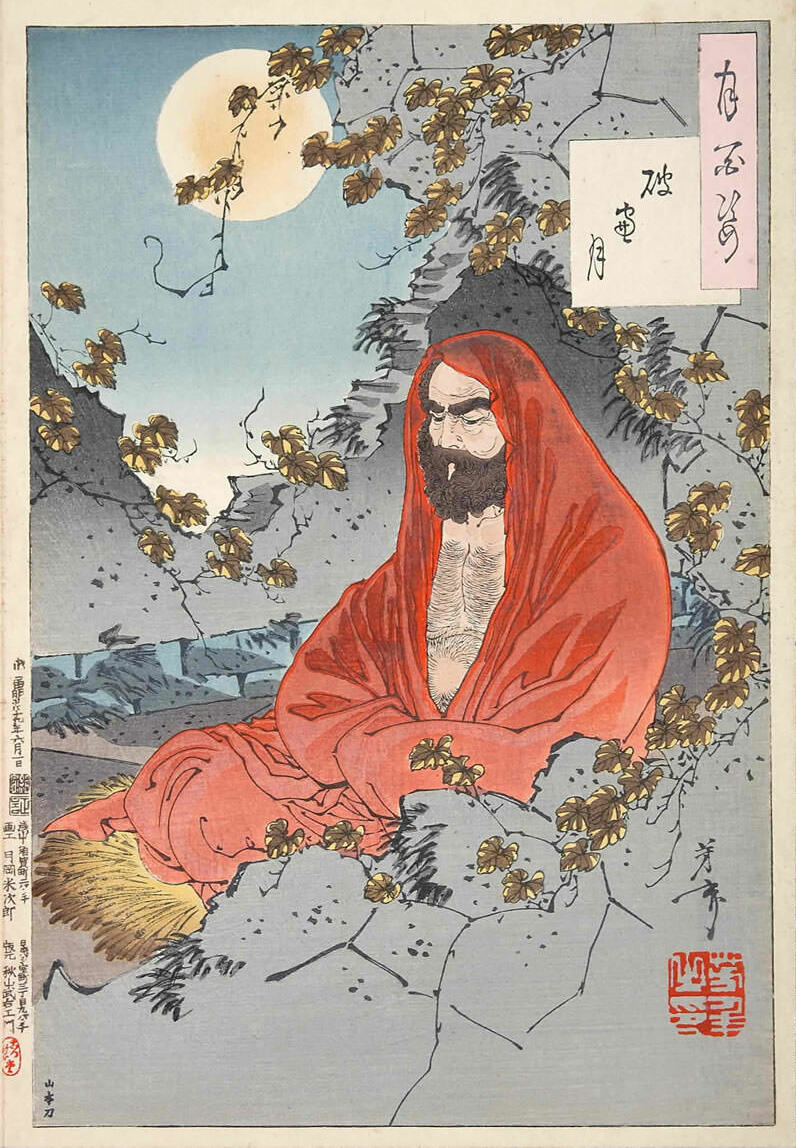
Bodhidharma – obraz z 1887 roku

#### Klasztor Szaolin i jego legenda
Buddyjski klasztor Szaolin (少林寺, Shàolín Sì) został wybudowany w 495 roku na jednym z siedmiu szczytów tworzących pasmo górskie Song (嵩山, Sōngshān) w prowincji Henan. Jego nazwa nawiązuje do nazwy szczytu, na którym został wzniesiony: nawiązanie do nazwy góry to shào (少), las to lín (林), zaś klasztor to sì (寺) – to tworzy „klasztor w lasach Shaoshi”, Shàolín Sì (少林寺).

##### Legenda z Bodhidharmą o pochodzeniu sztuk walki
Współczesna legenda głosi, że do klasztoru z Indii przybył mnich Bodhidharma i stwierdził, że miejscowi mnisi są senni i chorobliwi. Dlatego też wprowadził obowiązkową i codzienną gimnastykę, opartą po części na indyjskim tańcu wojennym imitującym ruchy wojowników w trakcie walki, po części na ćwiczeniach indyjskiej jogi. Następnie z tej właśnie gimnastyki mnisi rozwinęli całe bogactwo chińskich sztuk walki. Istnienie zaś różnorodnych stylów walki legenda tłumaczy tym, że pewnego razu klasztor został spalony przez wojska którejś z okupacyjnej dynastii, z pogromu uratowało się zaledwie kilku mnichów, którzy osiedlili się następnie w różnych rejonach Chin i tamże mieli nowych uczniów, a każdy z nich nauczał sztuk walki w nieco odmienny sposób.
Legenda ta jest bardzo popularna i licznie powielana, w książkach i filmach. Posiada wiele fantastycznych wariantów. Dla jednych stanowi wyjaśnienie powstania chińskich sztuk walki w ogóle, dla innych stanowi wyjaśnienie powstania wyłącznie wybranych stylów chińskich sztuk walki. Niektórzy dokładają starań, aby wykazać, że dany styl chińskich sztuk walki wywodzi się z klasztoru Szaolin i tym samym posiada „szlachecki” rodowód, jest jakby „lepszy” od innych stylów.

##### Legenda o pochodzeniu wewnętrznych i zewnętrznych stylów
W szerszym ujęciu legenda ta twierdzi, że mnisi klasztoru Szaolin wynaleźli „zewnętrzne” style walki, w których pokonanie przeciwnika odbywa się dzięki sile zadawanych uderzeń i kopnięć, podczas gdy style „wewnętrzne”, w których pokonanie przeciwnika polega na obróceniu przeciw niemu jego własnej energii ataku przy minimalnym udziale własnej siły, zostały stworzone w taoistycznym klasztorze na górze Wudang, przez mitycznego Zhanga Sanfenga.

##### Badania nad pochodzeniem mitów
Z mitami klasztoru Szaolin po raz pierwszy rozprawił się Tang Hao w opublikowanej w pierwszej połowie XX wieku pracy „Shaolin Wudang kao” – „Badania nad Shaolin i Wudang”. O tym, że legenda nie mówi prawdy, stwierdzają jedne z najstarszych tekstów języka chińskiego, które w sposób bezsprzeczny wskazują, że sztuki walki były dobrze znane w Chinach na długo za nim pojawił się tam buddyzm. Współczesny badacz historii chińskich sztuk walki Stanley Henning wyraża przypuszczenie, że przypisywanie klasztorowi Shaolin roli źródła sztuk walki i powoływanie się w ich nauczaniu na „mnicha z Shaolin”, było na rękę tajnym organizacjom działającym przeciwko obcej, mandżurskiej dynastii Qing w XVIII i szczególnie XIX wieku. Bazując na źródłach pisanych, rozwój tej legendy Henning przedstawia następująco. Idea, jakoby klasztor Shaolin był miejscem narodzin sztuki walki, została po raz pierwszy wyrażona w 1784 roku w podręczniku sztuk walki napisanym przez Zhang Kongzhao. Nigdy też nie wiązano Bodhidharmy ze sztukami walki wcześniej, jak w XX wieku. Po raz pierwszy Bodhidharma w tej roli pojawił się w popularnej noweli Liu E „Podróże Lao Ts’ana” bądź, według innej transkrypcji, „Podróże Lao Cana” (老残游记 Lǎo Cán Yóujì), która ukazywała się w latach 1904–1907 w ilustrowanym czasopiśmie. Następnie mit z Bodhidharmą w roli głównej pojawił się w książce „Metody szkoleniowe Shaolin” (bądź „Ilustrowane wyjaśnienie metod walki Shaolin”) wydanej w 1910 i ponownie, w nieco zmienionej wersji, w roku 1915 pod tytułem „Tajemnice boksu Shaolin”. Książka ta była tak popularna, że szybko doczekała się aż 30 wydań. Autor książki nie był wymieniony z nazwiska, zaś jej treść utrzymana była w tonie spiskowym, wymierzonym przeciwko dynastii mandżurskiej, która w tym okresie upadła. Co więcej, w książce tej pełno było japońskiej terminologii, np. 柔術 róushù, czyli jūjutsu. Chociaż już Tang Hao wykazał, że książka ta nie zawiera ani szczypty prawdy historycznej, jej popularność sprawiła, że zachodni autorzy często ją przytaczali jako autentyczne źródło wiedzy o chińskich sztukach walki.

#### Fakty dotyczące klasztoru Szaolin
Na podstawie źródeł historycznych można powiązać klasztor Shaolin ze sztukami walki w dwóch okresach: krótko po utworzeniu klasztoru w VII wieku (przełom okresów Sui i Tang), oraz dopiero tysiąc lat później w XVI wieku (czasy Ming).
W klasztorze zachowały się malowidła oraz statury z napisami sugerujące, że mnisi klasztoru ok. 610 roku mieli obronić go przed napadem bandytów, zaś wiosną 621 roku mieli wziąć udział w bitwie przeciwko Wang Shichongowi (王世充), generałowi upadłej wówczas dynastii Sui, który próbował zasiąść na tronie. Mnisi mieli walczyć na rzecz Li Shimina (李世民), przyszłego cesarza dynastii Tang. Po wygranej bitwie, jeden z mnichów miał porzucić klasztorny żywot i zostać generałem w armii cesarza Li, zaś cesarz obdarzyć klasztor licznymi przywilejami. Jednakże nie istnieją żadne dowody mogące wskazywać, że wówczas w klasztorze trenowano sztuki walki. Bardziej prawdopodobnym jest, że mnisi otrzymali przeszkolenie wojskowe jeszcze nim wstąpili do klasztoru, lub zostali przeszkoleni po wcieleniu ich do milicji Li Shimina. W starożytnych Chinach przeszkolenie wojskowe przechodził prawie każdy mężczyzna, zaś powoływanie zbrojnej milicji z ochotników, bądź pod przymusem, w ramach której to formacji dodatkowo prowadzono trening sztuk walki, był czymś powszednim. Przez długie lata żadne inne źródła historyczne nie wspominają nic na temat związku klasztoru Szaolin ze sztukami walki, dopiero w późnym okresie dynastii Ming, w okresie XVI i XVII wieku, blisko 40 źródeł pisanych wspomina o tym, że mnisi znają sztuki walki. Pośród tych źródeł są encyklopedie i podręczniki wojskowe, kroniki historyczne (głównie wojenne), opracowania geograficzne (gazetery), wspomnienia osób odwiedzających klasztor, epitafia, poematy i fikcyjne opowiadania. Źródła te opisują mnichów z Shaolin jako sprawnych wojowników używających włóczni, halabard, jak też walczących wręcz, bez broni, jednakże zdecydowanie akcentują umiejętności w posługiwaniu się kijem.

### Rola tajnych organizacji
Na przestrzeni całej historii Chin istniało wiele różnych tajnych organizacji, z których większość miała charakter filozoficzno-religijny i głosiła mesjanistyczne przesłania. Bodaj najdłużej działającą (przez wiele wieków!) i najbardziej znaną był Biały Lotos. Organizacje te współcześnie nazywane są „sektami”, choć w wielu przypadkach miały one również jasno określone cele działalności politycznej.
Po zajęciu Chin przez Mongołów (Dynastia Yuan, 1279–1368; to po niej tron objęła chińska dynastia Ming) obca władza zakazała chińczykom demonstrowania umiejętności bojowych, uprawiania sztuk walki i posiadania broni. Broń, gdy nie była używana w walce czy szkoleniu, często służyła celom dekoracyjnym – Mongołowie nakazali zastąpić posiadane jej egzemplarze drewnianymi replikami. W tym okresie najprawdopodobniej utworzyły się pierwsze zakonspirowane grupy paramilitarne, o silnie określonej działalności politycznej wymierzonej przeciw Mongołom. Niewątpliwie rebelianci musieli znać fach wojenny (tj. sztuk walki). W późniejszym czasie przyczynkiem do rozwoju kolejnych tajnych organizacji była druga obca dynastia, mandżurska dynastia Qing, która przejęła tron cesarski po dynastii Ming i była już ostatnią dynastią Cesarstwie Chińskim. Tym razem również powstawały, przez cały czas trwania tej dynastii, różne tajne organizacje społeczno-polityczne, które miały na celu obalenie obcej władzy. Nauczanie sztuk walki w tych organizacjach miało znaczną podbudowę mitologiczną, jak również – jako że sztuki walki stanowiły istotny element kultury Chin – ich nauczanie pozwalało na znalezienie wspólnej płaszczyzny między rekrutowanymi członkami organizacji wywodzącymi się z wszelkich środowisk i warstw społecznych.
Oczywiście im bliżej czasów współczesnych, tym działalność takich sekt jest lepiej udokumentowana. W XIX wieku, w schyłkowym okresie dynastii mandżurskiej, różnice kulturowe (w tym i w mentalności, podstawach filozoficznych) oraz w organizacji państwa, między imperialną Europą a Chinami były tak ogromne, że przy braku chęci zrozumienia drugiej strony (każda uważała się za cywilizowaną, a w drugiej widząc barbarzyńców) i braku większej wiedzy drugiej stronie, nie można było uniknąć narastających napięć. W szczególności Brytyjska Kompania Wschodnioindyjska w coraz większym stopniu dominowała Chiny, te zaś nie były w stanie poradzić sobie z tą dominacją. Budziło to sprzeciw zwykłych chińczyków i obok niechęci do mandżurskiej dynastii, wzrastały postawy nacjonalistyczne.
I tak, jedna z sekt – Niebiańskie Królestwo Wielkiego Pokoju – bazująca na chrześcijaństwie, której przywódca twierdził, iż jest bratem Jezusa Chrystusa i musi wyzwolić Chiny spod mocy szatana, wznieciła potężne powstanie tajpingów trwające w latach 1850–1864, które prawie obaliło dynastię. Z kolei niedługo później, w latach 1899–1901, organizacja „Pięść w imię sprawiedliwości i pokoju” wznieciła powstanie bokserów. Tym razem organizacja ta bazowała na wierzeniach buddyjskich i kierowała się nie tylko przeciw dynastii, ale też przeciw cudzoziemcom i ich ideom, takim jak chrześcijaństwo. Postawa antychrześcijańska jednakże była bardzo mile widziana na dworze cesarskim i co zdumiewające, władze Chin potajemnie wsparły to powstanie, które w efekcie obróciło się nie przeciw dynastii, lecz prawie wyłącznie przeciw chrześcijanom. Ta druga organizacja odwoływała się wprost, jawnie, do sztuk walki, rozumianych zarówno jako tradycja narodowa (coś, co jednoczy chińczyków), rozumianych praktycznie (powszechne treningi w ramach przygotowań do powstania), jak i magicznie (głosili, że tradycyjne chińskie rytuały ochronią powstańców przed bronią palną cudzoziemców).

### Okres republikański

#### Złoty okres rozwoju chińskich sztuk walki
Około roku 1621 Cheng Zongyou opublikował książkę poświęconą metodom treningowym sztuk walki, w jakiej twierdził, że przez wiele był uczniem mnichów z Szaolin i jego książka demonstruje metody treningowe stosowane właśnie przez tych mnichów. Od tego czasu można datować coraz większą liczbę publikacji poświęconych sztukom walki, powstających coraz częściej, zaś od XVII, XVIII wieku można datować krystalizowanie się współcześnie znanych stylów tradycyjnych sztuk walki, przekazywanych z pokolenia na pokolenie przez członków danej rodziny i ich najbardziej zaufanych uczniów. W tych stylach chińskich sztuk walki można obecnie prześledzić wstecz historię ich rozwoju, dzięki zachowanym rękopisom tworzonym przez kolejne pokolenia, a niekiedy nawet i całą linię przekazu wstecz, przynajmniej w obrębie kluczowych dla rozwoju i dokumentowania danego stylu rodzin. Ten galopujący rozwój sztuk walki osiągnął następnie apogeum w latach 1911–1949 w okresie Republiki Chińskiej.
Po upadku dynastii mandżurskiej, zakończył się okres cesarstwa. Nacjonalizm, zapoczątkowany w schyłkowym okresie dynastii mandżurskiej, będący wyrazem sprzeciwu wobec wrogiej dynastii, ale i obawy o zatracenie wartości narodowych pod wpływem zachodu, obrał wymiar oficjalnej polityki. Taki duch wyrażał zarówno tymczasowy rząd (utworzony przez obóz narodowców – Kuomintang), jak i walczący z nim komuniści. Sztuki walki, zwłaszcza że obrosłe narodowymi mitami w związku z rolą, jaką pełniły w różnych tajnych organizacjach, były idealnym kandydatem na tradycyjny, oryginalny chiński, powszechny i mogący być powodem dumy, koncept.
Co więcej, nastąpiła ogromna zmiana w sposobie prowadzenia wojen. Wraz z postępem technologicznym na polu bitwy znaczenia nabrała broń o dużej sile rażenia, używana z bardzo dalekiego dystansu – nowoczesna artyleria i lotnictwo – zaś w bezpośrednim starciu żołnierzy kluczową rolę zaczęła odgrywać precyzyjna i zautomatyzowana broń palna, a więc różnego rodzaju karabiny i pistolety maszynowe. Tym samym znaczenie walki wręcz i bronią białą zostało istotnie zredukowane, elementy tych umiejętności znalazły ewentualnie zastosowanie w służbach porządkowych i wojskach specjalnych. To wszystko zmieniło sposób myślenia o sztukach walki.
Chociaż scena polityczna i gospodarcza w czasach Republiki Chińskiej była świadkiem dramatycznych wydarzeń, dla sztuk walki nastał wyjątkowo pomyślny okres. Sztuki walki okrzyknięto dziedzictwem narodowym – guoshu – i stały się powszechnie dostępne dla ogółu. Już w 1915 roku Ministerstwo Edukacji oświadczyło, że edukacja wojskowa powinna być powszechna a sztuki walki powinny być nauczane we wszystkich szkołach jako powszechny przedmiot rozwijający kulturę fizyczną, w dodatku o silnych, walorach narodowych. Nauczający zaś sztuk walki powinni się legitymować profesjonalnym wykształceniem z zakresu wychowania fizycznego (dotychczas wielu nauczycieli było niepiśmiennych). Powstawały liczne szkoły sztuk walki, działające jawnie i publicznie, w jakich nauczano każdego chętnego. Działały centralne komisje egzaminacyjne dla instruktorów i adeptów. Tworzono grupy pokazowe, które wykonywały pokazy sztuk walki po całym świecie.
Powstały też liczne podręczniki demonstrujące filozofię walki różnych stylów i ilustrujące wykonanie różnych technik z mniej bądź bardziej szczegółowymi komentarzami. Wiele z tej literatury mogło być mistyfikacjami, mającymi na celu przede wszystkim cele nacjonalistyczne, ich treść bazowała najczęściej na luźnych przekazach ustnych, obarczonych mitami i legendami, i nie popartych żadnymi badaniami, ale pojawiała się też fachowa literatura. W tym też czasie zbierano historyczne rękopisy i zajmowano się ich analizą oraz ponownym, współczesnym wydaniem. Obecnie część z tych książek została zdigitalizowana, przetłumaczona na język angielski i jest przedrukowywana w większych opracowaniach.
To właśnie w tym okresie chińskie sztuki walki ukształtowały się w sposób taki, jak je znamy obecnie pod mianem kung-fu. Jednak dobre czasy dla sztuk walki nie trwały długo. Zaczęły odchodzić wraz z wojną domową, jaka rozpętała się między obozem narodowym, komunistami i dominującymi w wielu prowincjach warlordami (w j. polskim niekiedy nazywa się ich militarystami) – lokalnymi dowódcami wojskowymi, nie umiejącymi się odnaleźć po upadku cesarstwa. Złote czasy zakończyły się ostatecznie wydarzeniami II wojny światowej (które dla Chin oznaczały przede wszystkim wojnę z Japonią) i utworzeniem Chińskiej Republiki Ludowej (ChRL).

#### Centralny Instytut Guoshu
W 1928 roku władze utworzyły Centralny Instytut Guoshu (upr. 中央国术馆, trad. 中央國術館, zhōng yāng guó shù guǎn), który miał zająć się sztukami walki na najwyższym poziomie.
W celu wyłonienia najlepszych instruktorów, jakich mógłby Instytut zatrudnić, jeszcze w tym samym roku armia zorganizowała pierwsze krajowe zawody sztuk walki w pojedynkach pełnokontaktowych. Ponieważ tradycyjnie w walkach pełnokontaktowych od wieków nie stosowano żadnych regulacji, ochraniaczy ani kategorii wagowych, zawody te były brutalne. Kiedy pozostało 12 zawodników, zawody przerwano nie rozstrzygając kolejnych walk prowadzących do finałów. Do tego czasu dwóch zawodników zmarło a wielu innych doznało poważnych urazów. Obawiano się, że kontynuacja zawodów doprowadzi pozostałych zawodników do zgonów bądź inwalidztwa, a tym samym świat chińskich sztuk walki bezsensownie utraciłby zbyt wielu mistrzów. Posady instruktorów we wspomnianym powyżej instytucie objęła większa część z pozostałej na ringu dwunastki.
Instytut zajmował się badaniem i rozwijaniem sztuk walki dzieląc je na dwie kategorie:
- Shaolin
- Wudang

Kategoria „Shaolin” oznaczała style sztuk walki oparte na strategii użycia własnej siły (tzw. style zewnętrzne), podczas gdy kategoria „Wudang” oznaczała style sztuk walki oparte na strategii wykorzystania siły agresora i obrócenia jej przeciw niemu (tzw. style wewnętrzne). Te dwie kategorie odwoływały się co prawda do popularnych mitów i legend, jednak wydawały się logicznie różnicować dwie odmienne kategorie sztuk walki. Ważniejszym problemem był fakt, że stylów „Wudang” znano niewielką liczbę, zaś stylów „Shaolin” było bardzo dużo.

#### Tang Hao i badania historyczne

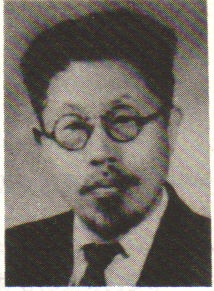
Tang Hao

W tym okresie działał także Tang Hao (1897-1959), uważany za „najwybitniejszego historyka chińskich sztuk walki, jaki się kiedykolwiek urodził”. Intensywnie trenował sztuki walki tak w Chinach, jak i przez pewien czas w Japonii, odwiedzał niezliczoną liczbę mistrzów mieszkających w różnych miejscach, eksplorował różne warianty technik. Przez pewien czas pracował w Centralnym Instytucie Guoshu odpowiadając za publikacje Instytutu. Zasłynął z nad wyraz dużej dociekliwości i profesjonalizmu w zgłębianiu historii sztuk walki. Efektem były publikacje podważające często powielane wówczas mity na temat magicznych mocy wyzwalanych przez mistrzów sztuk walki dzięki umiejętnościom skupiania i uwalniania energii Qi (chi), na temat nieśmiertelności zyskiwanej dzięki praktykom treningowym (mity taoistyczne), czy wreszcie na temat genezy stylów zewnętrznych (boksu Shaolin) w klasztorze Shaolin przy udziale Bodhidharmy, a stylów wewnętrznych w klasztorze Wudang. Swoimi pracami jednakże zdobył sobie wielu wrogów, głównie wśród autorów popularnych wówczas i masowo wydawanych książek o sztukach walki, o niskiej merytorycznie jakości. Do innych, równie wybitnych historyków i teoretyków sztuk walki, jacy pozostawili z tego okresu po sobie nie mniej cenne prace, aczkolwiek nie aż tak rewolucyjne, należą: Xu Zhen, Chou Chi Chun, Ma Ming Da, czy Kang Ge Wu.

### Okres ChRL

#### 1949-1956: wushu zakazane
Po utworzeniu Chińskiej Republiki Ludowej Mao Zedong ogłosił czasy „Nowej Demokracji”:

(...) naszym celem jest zbudowanie nowego społeczeństwa dla narodu Chińskiego. Nowe społeczeństwo będzie mieć nie tylko nową politykę i ekonomię, ale także nową kulturę. (...) Mówiąc zaś krótko, chcemy zbudować nowe Chiny.”

Wyrażano hasła, że „Kultura Fizyczna Nowej Demokracji” będzie narodowa, naukowa i powszechna oraz przeciwstawiono ją „Starej Kulturze Fizycznej.”
W 1950 roku Xu Yingchao, precyzując koncepcję „Nowej Kultury Fizycznej” twierdził, że sport amerykański uważa siebie za najlepszy i domaga się, aby inni też tak o nim myśleli. Skrytykował „Starą Kulturę Fizyczną”, bowiem, jego zdaniem, wówczas myślano w takich imperialistycznych kategoriach i dochodzono do wniosku, że chiński sport jest gorszy niż amerykański. Zdaniem Xu Yingchao, sport amerykański był „rozprzestrzeniany w Chinach nie z troski o kondycję fizyczną chińczyków, lecz dlatego, że stanowił narzędzie kulturowego imperializmu”. Wynikiem tej doktryny było uznanie wielu dyscyplin sportowych jako imperialistycznych i ich uprawianie stało się politycznie niepożądane. Inne dyscypliny określone zostały jako feudalne i spotkał je los jeszcze gorszy. Tak też stało się ze sztukami walki, na których zaciążyła historia tajnych organizacji, a w szczególności zaś schyłkowy okres dynastii mandżurskiej.

Sztuki walki uważano za narzędzie kontrrewolucjonistów, którzy zakładali antyrewolucyjne organizacje zagrażające stabilności społeczeństwa, w których nauczali młodych ludzi jak być złodziejami i gwałcicielami oraz które dawały schronienie wrogom ludu.

Komunistyczna Partia Chin uważała, że istniejące organizacje zajmujące się sztukami walki należy rozwiązać, grupy treningowe działające od czasów republikańskich w szkołach i zakładach pracy należy wyciszyć i przeorganizować, zaś w żadnych mediach i ośrodkach sportowych nie wolno promować sztuk walki. Jeżeli wushu pojawiało się, to jako oskarżenie – eksperci sztuk walki mogli zostać oskarżeni o zapędy kontrrewolucjyjne i używanie sztuk walki w ataku przeciwko Partii i nowym Chinom.

#### 1956-1966: wushu dozwolone
W ChRL wielokrotnie występowały nagłe zwroty polityki, głównie na skutek prób izolacji Mao Zedonga oraz przeciwstawiania się tym próbom przez dyktatora. W drugiej połowie lat 50. XX wieku, wraz z chwilowym wycofaniem się Mao Zedonga z polityki wewnętrznej, niespodziewanie też nastąpiła zmiana zapatrywania się na sztuki walki. W 1956 roku Liu Shaoqi, który przejął ster od Mao Zedonga, w rozmowie z Ministrem Sportu stwierdził, że należy rozwinąć badania naukowe nad sztukami walki, Qigong i tradycyjnymi chińskimi dziedzinami sportu, oraz że te dyscypliny należy promować. Wkrótce też zezwolono na wykonywanie pokazów sztuk walki i w dniach od 1 do 7 listopada 1957 roku w Pekinie odbyły się pierwsze w powojennych Chinach oficjalne pokazy sztuk walki, na których równocześnie zastosowano nowatorskie zasady oceny zawodników. Następnie Minister Sportu organizował „spotkania edukacyjne” na których znawcy sztuk walki „uczyli się”, jak należy rozumieć sztuki walki zgodnie z poglądami Komunistycznej Partii Chin i jak należy te sztuki nauczać zgodnie z ideologią partyjną.
Eksperci sztuk walki mogli prowadzić badania nad tradycją sztuk walki, dokumentując w publikacjach różne style i ich techniki. W ten sposób dokonano przeglądu i uporządkowania tradycyjnych technik, oraz ułożono z nich jednolity system treningowy. Podczas gdy w okresie Republiki Chińskiej trenowano różne style, z których każdy różnił się taktyką i strategią walki i szeroko toczono spory nad skutecznością danych stylów, obecnie taki pluralizm był zupełnie nie do pomyślenia. Nadal podtrzymano zakaz działania szkół sztuk walki, czyniąc wyjątek wyłącznie dla centralnie zarządzanych państwowych ośrodków, w których każdego ucznia nauczano tego samego, ujednoliconego zestawu technik i form.
W obrębie ujednoliconego wushu wyróżniono trzy kategorie:
- „długa pięść” (長拳, chángquán) – spektakularne akrobacje i ruchy typowe dla współczesnego tańca, w tym wyskoki piruety i szpagaty
- „południowa pięść” (南拳, nánquán) – agresywne ruchy bazujące na formach zewnętrznych systemów „Shaolin”
- „pięść taiji” (太極拳, taijiquán) – powolne ruchy bazujące na formach wewnętrznych systemów „Wudang”

Pod koniec września 1958 roku utworzono Chińskie Towarzystwo Wushu, rok później odbyły się pierwsze zawody sportowe, na których realizowano sztuki walki jako gimnastykę pokazową. W największym jednak stopniu „modernizacja” sztuk walki dotknęła ich głównej istoty: nie było mowy o żadnym zastosowaniu bojowym, w interesie władz ChRL nie leżało nauczanie ludności cywilnej technik walki. Odtąd skupiono się na doszukiwaniu prozdrowotnych walorów treningu. Ponieważ sztuki walki miały być sportem, zatem rywalizację sportową zorganizowano nie jako rywalizację w efektywności walki toczonej w ringu, lecz w zakresie przygotowania zawodnika od strony jego kondycji fizycznej i umiejętności wykonywania widowiskowych akrobacji, z zachowaniem też waloru intelektualnego – każdy ruch bowiem powinien wywodzić się z autentycznych, tradycyjnych sztuk walki i mieć w teorii aplikację praktyczną.
„Południowa pięść” to kategoria takich układów choreograficznych, które bazują na autentycznych technikach walki wręcz wyprowadzonych z różnych tradycyjnych systemów sztuk walki. Tworząc wystandaryzowane formy „południowej pięści” oparto się głównie na takich systemach sztuk walki, jakie były praktykowane przez rodziny zamieszkujące południe Chin. W głównej mierze chodzi tutaj o styl Hung Gar, w nieco mniejszym zakresie też Choy Lee Fut oraz inne systemy. Rywalizacja sportowa polega na tym, że poszczególni zawodnicy wykonują te same formy, zaś sędziowie oceniają, które wykonanie było lepsze.
W nawiązaniu do „południowej pięści” niekiedy mówi się, że „długa pięść” jest wystandaryzowanym zbiorem form pochodzących ze sztuk walki praktykowanych na północy Chin, lecz nie jest to prawdą. „Długa pięść” jest sztucznie utworzoną kategorią sportową łączącą gimnastykę wyczynową i współczesny taniec, która w niewielkim stopniu jedynie pozoruje niektóre ruchy tak, jakby były to uderzenia, czy kopnięcia. Pozoruje, bowiem tego typu „ciosy” nie są wykonywane tak, jakby zawodnik miał kogoś uderzyć, lecz polegają raczej na zwykłym wyprostowaniu kończyny celem uzyskania ostatecznej pozycji ciała. To właśnie ona ma kluczowe znaczenie, a nie sam „cios”. Tymczasem w „południowej pięści”, podobnie jak w formach tradycyjnych sztuk walki, to właśnie „cios” ma najważniejsze znaczenie i musi być ruchem wykonanym tak, jakby zawodnik autentycznie zamierzał tym ruchem zmiażdżyć, rozerwać bądź znokautować swojego wirtualnego przeciwnika.

#### 1966-1976: wushu w czasie Rewolucji Kulturalnej
Podczas Rewolucji kulturalnej władzę ponownie przejął Mao Zedong i „poddał krytyce” tych, co sprawowali rządy poprzednio. Opisał ich jako zakonspirowaną agenturę burżuazji i imperializmu, która celowo odchodzi od maoizmu, aby przygotować grunt dla kapitalizmu. Przestały funkcjonować szkoły, uniwersytety, organizacje sportowe. Posiadanie jakichkolwiek kontaktów z zachodem (np. rodzinnych, zawodowych), a nawet samo posiadanie zagranicznej literatury, dzieł sztuki czy ubrań w stylu zachodnim czyniło osobę podejrzaną o szpiegostwo i agenturalną działalność. Stąd też szczególnie prześladowano ludzi wykształconych. Wyłapywaniem skrywających się w społeczności „wrogów ludu” zajmowały się bojówki Mao (Czerwona Gwardia), które swobodnie poruszały się po miastach i wsiach, plądrowały instytucje, niszczyły zabytki, włamywały się do domów, szykanowały, znęcały się, katowały i mordowały.
„Krytyka” nie ominęła też Liu Shaoqi i jego ministra sportu za sam tylko rewizjonizm w kulturze fizycznej. Programy sportowe ponownie zastąpiono hasłami o „Nowej Kulturze Fizycznej”. Trzech światowej sławy tenisistów stołowych popełniło samobójstwo w wyniku irracjonalnych oskarżeń i szykan, w tym i ze strony innych sportowców (przykładowo, Fu Qifang przybył z Hongkongu aby dołączyć do reprezentacji Chin i to wystarczyło, aby uznano go powszechnie za szpiega imperialistów). Zawody sportowe i treningi przestały się w końcu odbywać, sprzęt treningowy został zniszczony. Sportowców zmuszano do „tańców lojalności” i recytowania cytatów Mao, a zamiast sztuk walki zaproponowano „boks lojalności”. Demonstrowania i trenowania sztuk walki zresztą formalnie zabroniono, przez okres rewolucji kulturalnej treningi sztuk walki uległy zawieszeniu. Broń białą, używaną w sztukach walki konfiskowano, literaturę na temat sztuk walki (w tym dzieła historyczne) niszczono, zaś ekspertów sztuk walki oskarżano o rewizjonizm, propagandę feudalizmu i prześladowano.
Kiedy kraj całkowicie uległ destabilizacji, Mao nasłał na swoje bojówki wojsko. Kiedy wyciszyły czerwonogwardzistów i okazało się, że armia zdobyła przy tej okazji bardzo dużą władzę, Mao również i tę siłę rozgromił (m.in. tajemnicza śmierć Lin Biao, przez którego Mao kontrolował armię). Otwarto szkoły i inne instytucje, zaś premier Zhou Enlai począwszy od 1971 roku, stopniowo próbował normalizować sprawy sportu, m.in. organizując zawody w bieganiu. O tym, że wushu też w tym okresie zaczęło stawać na nogi może świadczyć biografia aktora Jet Li. Mając 8 lat, w trakcie wakacji w 1971 roku, razem z innymi dziećmi w okolicy – „aby nie włóczyły się po ulicach” – został przymusowo przez władze wysłany na miesięczny turnus do pekińskiej szkoły sportowej. Dzieci przypisywano losowo do klas/dyscyplin, Jet Li trafił do klasy wushu, o którym nie miał bladego pojęcia. Jednakże tak mu się spodobało, że w 1974 roku wziął już udział w mistrzostwach krajowych, występując jako zawodnik prestiżowego pekińskiego klubu Beijing Wushu Team.

#### 1979-obecnie: wushu dozwolone

##### Sytuacja wushu po śmierci Mao Zedonga

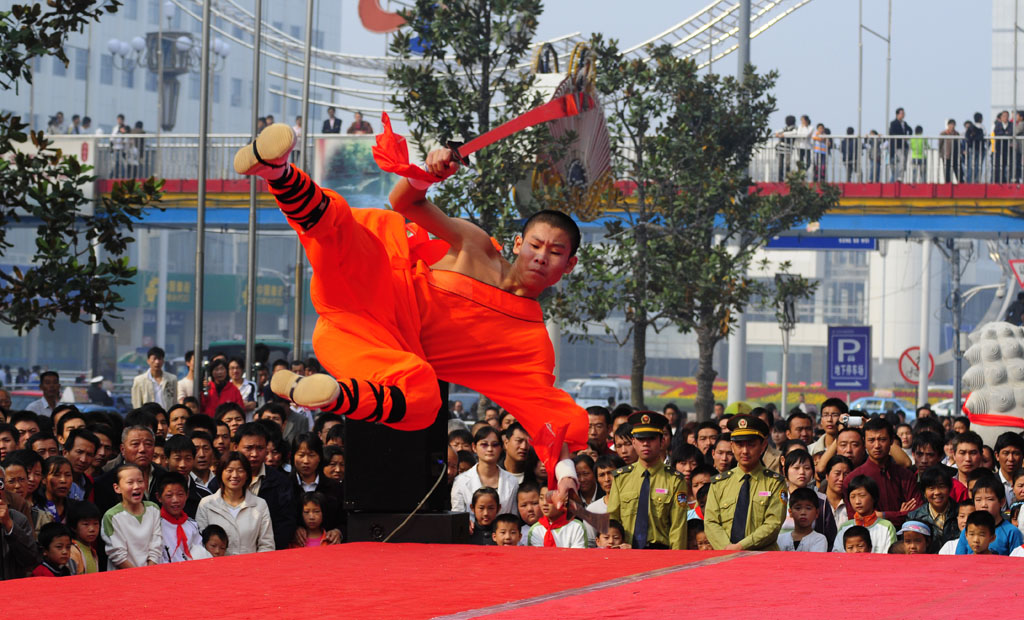
akrobacje podczas pokazu form

Po śmierci Mao Zedonga ster objął Deng Xiaoping, odciął się od irracjonalnej polityki i zainicjował szereg dość liberalnych reform. W ich efekcie Komunistyczna Partia Chin odeszła od haseł komunistycznych i maoistycznych, budując ideologię na nacjonalizmie i odwołaniu do tradycji z czasów cesarstwa. Dla sztuk walki ponownie nastały dobre czasy. Tak jak w okresie Republiki Chińskiej tak i obecnie, władza państwowa w sztukach walki widzi dziedzictwo narodowe i doskonały nośnik kultury fizycznej. Wzmocnieniu ulega aspekt sportowy, następuje profesjonalizacja wushu jako sportu. Nadal jednak mają miejsce represje (np. wydarzenia na placu Tian’anmen w 1989; osoby niepokorne wobec władz zamykane są też na czas nieokreślony w szpitalach psychiatrycznych).
od końca lat 70. XX wieku w Chinach ponownie działają grupy treningowe w szkołach, na uczelniach i w zakładach pracy. W wyższych szkołach wychowania fizycznego można też obrać wushu jako kierunek studiów. Co więcej, wraz z liberalizacją doktryny ideologicznej, udało się powrócić także do aspektu bojowego w sztukach walki: w ramach rywalizacji sportowej, obok gimnastycznych pokazów form (taolu), zdecydowano się także wprowadzić sparingi pełnokontaktowe, nazywane sanda bądź sanshou. Nazwa tych sparingów nawiązuje do minimalnych ograniczeń w zakresie używanych w walce technik i do swobody w wyborze technik przez zawodnika: „wolna ręka” (散手; sǎnshǒu) oraz „wolna walka” (散打, sǎndǎ; tym pojęciem określa się też MMA). Pierwszy regulamin walk pełnokontaktowych został opracowany jeszcze na początku lat 80. XX wieku w wyniku porozumienia centralnej, rządowej instytucji ds. sportu i odpowiedniego gremium wybranych uczelni wychowania fizycznego. Obecnie zaś zasady organizowania zawodów regulują międzynarodowe organizacje, takie jak Międzynarodowa Federacja Wushu.
Zawody wushu i walk sanda organizowane są na różnych poziomach, począwszy od miast, przez regiony i prowincje, na ogólnokrajowych i międzynarodowych skończywszy. Działają ligi amatorskie, jak i zawodowe. Najbardziej prestiżowe zawody przyciągają zagraniczne reprezentacje, tłumy widzów i są transmitowane przez telewizje. Podjęto też starania o wpisanie wushu na listę dyscyplin olimpijskich. Konkurentami wushu w tym zakresie są m.in. karate, baseball, softball czy wspinaczka sportowa. Planowano, że podczas sesji Międzynarodowego Komitetu Olimpijskiego w Buenos Aires w 2013 roku odbędzie się głosowanie nad włączeniem jednej z tych dyscyplin do programu igrzysk olimpijskich w 2020 roku.

##### Akademicka teoria wushu
Również rozwija się aspekt teoretyczny wushu. W latach 80. XX wieku ruszyły programy badawcze, w których poszukiwano żyjących jeszcze mistrzów tradycyjnych sztuk walki i dokumentowano reprezentowane przez nich techniki. W ten sposób powrócono do procesu gromadzenia i porządkowania wiedzy o sztukach walki oraz do wyszukiwania najbardziej interesujących technik walki. Ośrodki akademickie, w tym uczelnie wychowania fizycznego, wydają w Chinach własne czasopisma, w których zamieszczane są też publikacje poświęcone sztukom walki. Autorzy w publikowanych pracach opierają swoje argumenty na badaniach, w których do podstawowych metod zaliczyć można przede wszystkim przegląd literatury, wywiad, kwestionariusz, „analizę logiczną”, „metody dokumentalne”, oraz – dla osób żyjących w ChRL niewątpliwie „najważniejsze” z nich wszystkich – „metody” materializmu dialektycznego.
W literaturze tej w ostatnim czasie rozdzielono bojowe „umiejętności wojenne” od współczesnego wushu, tworzonego i rozwijanego jako dyscyplina sportowa, z właściwą dla sportu, a nie walki, koncepcją ruchu. Poza tym pisano, że współczesne wushu ma też inne niż wojna cele: publiczne pokazy o charakterze teatralnym, promocja i podtrzymanie zdrowia, samoobrona i modelowanie temperamentu. Jedni autorzy zaproponowali podział sztuk walki na: tradycyjne wushu, nowoczesne wushu, oraz wirtualne wushu (artystyczne), inni zaś zaproponowali podział na wushu obrony i ataku, wushu ekspresji artystycznej i wushu atletyczne – budujące ciało. W publikacjach tych opisano także trzy okresy w rozwoju walk pełnokontaktowych sanshou/sanda: „embrionalny” (1983-1998), „boom” (1999-2005), oraz „okres regulacji” (po 2005) i podkreślono, że walki sanda mogły rozwinąć się dzięki reformom politycznym po śmierci Mao a ich praktyka pozwoliła na odnowienie rozumienia teorii wushu. Mimo to nadal w nauczaniu wushu podtrzymuje się separację form od aplikacji bojowych. Doszukiwano się dla takiego stanu rzeczy uzasadnień teoretycznych, wychodząc z założenia, że skoro trening form oraz trening sanda mają odmienny charakter, potrzebują odmiennych metod treningowych. Publikowane prace poruszały także aspekty techniczne walk sanda, takie jak konwersja ataku i obrony (m.in. na podstawie obserwacji walczących zawodników i z użyciem metod analizy statystycznej), czy kwestia lepszego rozumienia zagadnień dystansu, czasu i przestrzeni w teorii sparingu, dzięki czemu trening umożliwiałby szybsze osiąganie wysokich rezultatów sportowych. Analizowano czynniki odpowiadające za międzynarodowy sukces Taekwondo, a następnie poddano je dyskusji z punktu widzenia uzyskania lepszych efektów w międzynarodowej promocji walk sanda. Zajmowano się także historią sztuk walki. Wspomniano o tym, że naukowe badania nad historią wushu zainicjowane zostały w okresie Republiki Chińskiej a Tang Hao ma na tym polu nie małe zasługi, rozważano rolę klasztorów w rozwoju sztuk walki. Poruszano nawet sprawy ochrony praw własności intelektualnej chińskich sztuk walki.